# История почты и почтовых марок Мексики
История почты и почтовых марок Мексики освещает развитие почтовой связи в Мексике, государстве на юге Северной Америки, со столицей в Мехико. Почтовая администрация страны с 1856 года издаёт собственные почтовые марки и с 1879 года участвует во Всемирном почтовом союзе (ВПС). Современным почтовым оператором Мексики является предприятие Correos de México.
Мексиканская почта уходит корнями в ацтекскую систему гонцов, которую испанцы переняли после Конкисты. Почтовая служба была основана в 1580 году, главным образом, для связи между вице-королевством Новой Испании и Испанией. В XVIII веке Испания создала официальную почту с регулярными маршрутами. В 1856 году Мексика выпустила свои первые почтовые марки с «надпечатками округов», уникальное явление среди почтовых служб во всем мире, которое использовалась для защиты от хищений почтовых марок.
В 1891 году было учреждено почтовое ведомство, наделенное правом почтовой эмиссии, административно подчинённое министерству связи (исп. Secretaría de Comunicaciones). Этот орган назывался Мексиканской почтовой службой (исп. Servicio Postal Mexicano, Sepomex). В 1901 году Генеральная дирекция почт (исп. Dirección General de Correos) была преобразована в самостоятельный государственный орган. Palacio de Correos de Mexico (Дворец почты Мексики) используется с 1907 года в качестве главпочтамта.
Мексиканская революция и последовавшие за ней гражданские войны (1910—1920 годов) привели к выпуску множества провизориев и местных марок различными политическими группировками, контролирующими отдельные районы страны.

## Развитие почты

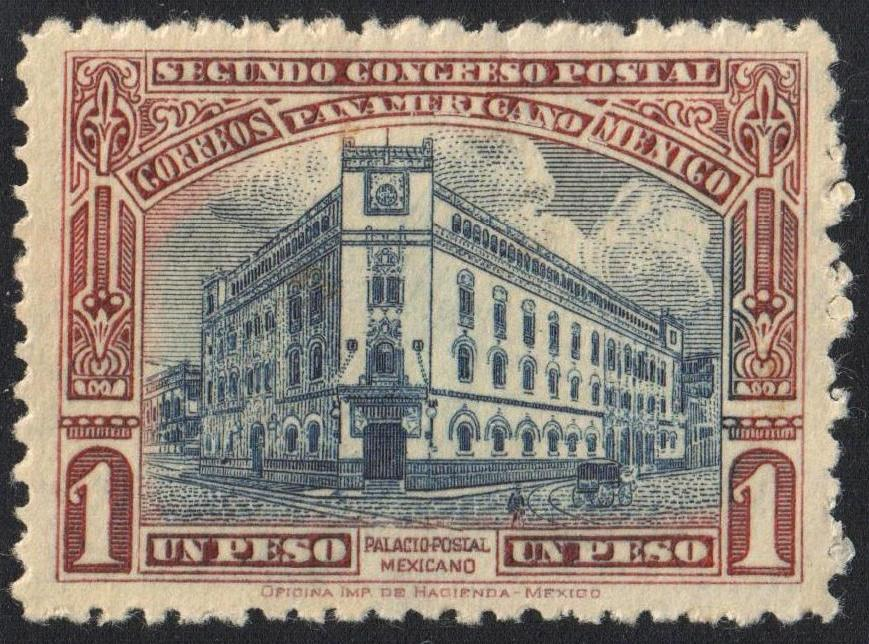
Дворец почты Мексики на марке Мексики (1926)

### Колониальный период

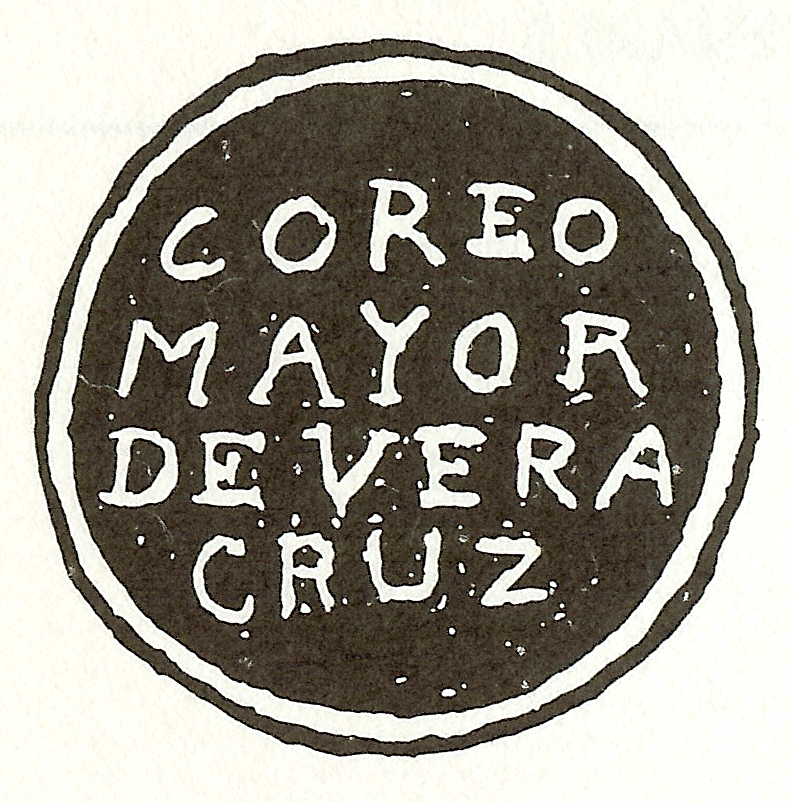
Самый ранний известный почтовый штемпель на датированном письме (1736)

Можно сказать, что почта Мексики началась с ацтеков, которые организовали службу гонцов; они работали достаточно хорошо, чтобы Эрнан Кортес продолжал использовать их после завоевания 1521 года. После 1579 года право управления почтой было передано представителям знати, эта почтовая служба называлась «Главная почта Новой Испании» («Correo Mayor de la Nueva España»). Самой важной её частью был маршрут между городами Мехико и Веракрус.
В 1742 году управляющему почтой в Мадриде было приказано улучшить мексиканскую почту, в результате чего в 1745 году была учреждена еженедельная почта между Мехико и Оахакой, а в 1748 году — ежемесячная почта в Гватемалу. В 1765 году испанская корона выкупила права на почтовую службу, фактически «национализировав» почту.

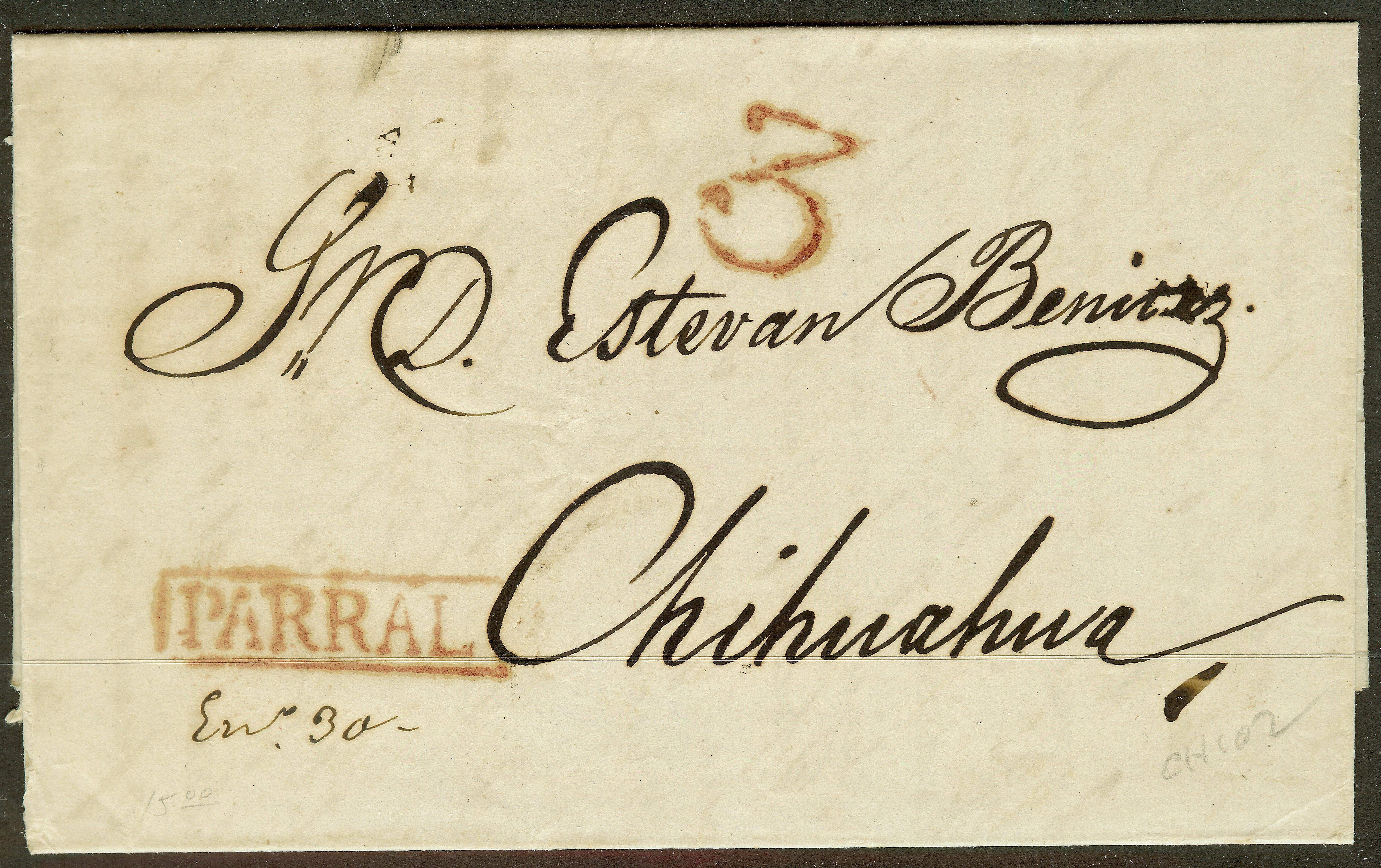
Письмо без марки, оцененное в 3 реала, отправленное по почте в 1852 году из Парраля штата Чиуауа, в город Чиуауа

В течение колониальной эпохи и вплоть до появления почтовых марок письма обычно отправлялись наложенным платежом, с оплатой почтовых расходов получателем по получении. На конвертах, в которых отправлялись письма, вручную ставился штемпель с названием города отправления и, как правило, с указанием числа, представляющего собой размер платы за почтовые расходы, например, «3» для 3 реалов. Иногда почтовые отправления отправлялись с предоплатой почтовых сборов, в этом случае на конверте делалась отметка «Franca» или «Franco» или «Franqueado». Согласно Ягу и Башу (Yag & Bash), некоторые резиновые штемпели (на недатированных конвертах) датируются 1720-ми годами, а самый ранний из известных почтовых штемпелей на датированном конверте — веракрусский штемпель 1736 года.
Yag & Bash исследовали архив Чепмена и установили следующее количество почтовых отделений:
| Год  | Почтамт | Почтовое отделение |
| ---- | ------- | ------------------ |
| 1824 | 17      | 338                |
| 1846 | 45      | 440                |
| 1854 | 47      | 430                |
| 1868 | 47      | 431                |
| 1875 | 54      | 241                |

У большинства почтамтов и почтовых отделений были резиновые почтовые штемпели.
На конвертах колониальной эпохи вплоть до третьей четверти 1800-х годов обычно указывались только имя и город адресата; адрес с указанием улицы не писали. Такие письма не доставлялись адресату. Вместо этого письма хранились в местном почтовом отделении, а о них сообщали в вывешиваемых списках или в газетах. Многие из получателей были известными бизнесменами или политиками. К концу XIX века крупные города нанимали почтальонов для доставки почты.

### Независимость и первые годы существования республики
Мексика провозгласила независимость от Испании 16 сентября 1810 года. Это привело к длительной мексиканской войне за независимость, которая закончилась в 1821 году и в итоге привела к созданию недолговечной Первой мексиканской империи. Агустин де Итурбиде был первым и единственным императором. Два года спустя он был свергнут республиканскими войсками. В 1824 году была принята республиканская конституция, в соответствии с которой были созданы Соединенные Штаты Мексики с Викторией Гуадалупе в качестве их первого президента.
В 1820-х годах и англичане, и французы организовали доставку почты пакетботами в Веракрус. Британский почтовый агент работал в Веракрусе в 1825—1874 годах и в Тампико примерно с 1840 по 1876 год. Несмотря на то, что оба они получили британские почтовые марки, гасились только почтовые марки в Тампико (почтовый штемпель «C76»). Британская почта работала непрерывно до 1914 года, в то время как французская почта перестала работать в 1835 году, была возобновлена в 1862 году в виде Ligne de Mexico и продолжала работу до 1939 года.
Помимо мексиканских, британских и французских почтовых отделений и агентов, в Мексике было много экспедиторов, большинство из которых действовало в XIX веке. Вот некоторые города и работавшие в них агенты-экспедиторы, по сведениям Кеннета Роу:
- Акапулько: Фостер (Foster); «Гайс энд Доти» (Guys & Doty); «ПМСС Ко.» (PMSS Co.)
- Гуаймас: Робинсон (Robinson)
- Матаморос: «Эрхард, Путнэм энд Ко.» (Erhard, Putnam & Co); «Уде энд Ко.» (Uhde & Co.)
- Мазатлан: «Копман и Ломер» (Copman & Lomer); Кеннеди (Kennedy); Пэррот Тэлбот (Talbot, Parrot — консул США); «Скарборо и Ко.» (Scarborough & Co.); «Смит и Мейсон» (Smith & Mason)
- Мехико: «Сенгстэк энд Шутте» (Sengstack & Schutte); «де Друсина энд Ко.» (de Drusina & Co.)
- Монтерей: "Бах Шонфельд и Ка. (Bach Schonfeld Y Ca.)
- Тампико: «Баумбуш, Магнус и Ко.» (Baumbush, Magnus & Co.); «Дреге и Ка.» (Droege Y Ca.); «Хольс, Мюллер и Ко.» (Hohls, Muller & Co.); Монлюк (Montluc')
- Веракрус: «Браун, Бусинг и Ко.» (Braune, Busing & Co.); Харгус (Hargous); «Хоффман и Д’Олейр» (Hoffman Y D’Oleire); «Маннинг Бэсилдон и Ко.» (Manning Basildon & Co.); «Маннинг, Маршал и Ко.» (Manning, Marshal & Co.); «Мартинес, Перре и Ко.» (Martinez, Perret and Co.); Смит (Smith)

### Участие в почтовых союзах
1 апреля 1879 года Мексика вошла в состав стран — участниц ВПС.
С 1921 года Мексика является также членом Почтового союза американских государств, Испании и Португалии (UPAEP). 1 октября 1937 года Испанией был введён в обращение американско-испанский ответный купон (исп. Cupón-respuesta americoespañol). Он распространялся в странах этого почтового союза, включая Мексику, до 29 февраля 1956 года.

## Выпуски почтовых марок

### Классический марочный период 1856—1874 гг
Точно так же, как нет единого мнения о том, что представляет собой классические марки в целом, нет и согласия о том, что такое классический период для почтовых марок Мексики. В 1926 году Сэмюэл Чепмен в своей работе «Почтовые марки Мексики» указал на «период провизориев» («provisional period»), продолжавшийся с 1856 года по 1868 год. В 1983 году Schatzkès & Schimmer опубликовали исследование «Почтовые гашения Мексики в 1856—1874 годах», но они не называли его «классическим периодом». Пулвер в своё «Введение в почтовые марки Мексики» (Introduction to the Stamps of Mexico, 1992) включил главу под названием «Классическая эпоха 1856—1883 годов». Включение 1883 года в качестве конца классического периода, по-видимому, основано на том факте, что выпуск надпечаток с названиями округов продолжался до этого года. Тем не менее, единственные почтовые марки, которые Пулвер фактически обсуждал в своей главе «Классическая эпоха», были выпущены до 1874 года, и этот год ознаменовал коренное изменение во внешнем облике почтовых марок Мексики. Другие считают, что классический период продолжался до 1900 года или даже позже.
Поэтому определение протяженности «классического» периода в любом случае будет субъективным. В данной статье классическим периодом считается период с 1856 по 1874 год. До 1874 года большинство марок разрабатывались и изготовлялись на местах, часто качество их было грубым или «примитивным», они были без зубцовки или с плохой зубцовкой, а ведь именно эти характеристики делают марки привлекательными и популярными у филателистов. В мае 1874 года Мексика выпустила группу марок, разработанных и напечатанных Американской банкнотной компанией в Нью-Йорке, рисунки которых были профессионально выполнены и которые были напечатаны способом гравирования на стали и выпущены с зубцовкой. Эти марки были очень похожи по виду на современные им почтовые марки других стран, также выпускаемые американскими компаниями по печати банкнот. Последующие выпуски Мексики, хотя обычно изготавливались внутри страны, были выполнены в похожем «современном» стиле.

#### Надпечатки округов
Практически на всех первых почтовых марках Мексики имеются надпечатки округов, которые делались в качестве одной из мер борьбы с хищениями. Эти надпечатки были введены в обращение в 1856 году вместе с первыми почтовыми марками Мексики, и оставались в обращении официально до конца 1883 года.
Почта Мексики поделила страну примерно на 50 «округов», в каждом из которых был почтамт и ряд почтовых отделений. Почтамт округа заказывал почтовые марки из Мехико, они отправлялись дилижансом без надпечаток, а затем почтамт округа на каждой марке резиновым штемпелем ставило название района. Затем почтовые марки с надпечатками продавались непосредственно клиентам почты и отправлялись в почтовые отделения.
Теоретически, только почтовые марки с надпечаткой были действительны для почтовых отправлений, но, учитывая вероятность ошибки при нанесении отметки на каждой отдельной марке, известно небольшое число случаев обращения марок без надпечатки. Также некоторые почтамты нарушали инструкции и просто продавали свои почтовые марки без надпечатки.
В 1864 году эта система была усовершенствована путем отправки марок из Мехико уже с надпечаткой номера счета и года.
Иногда в надпечатке окружного почтамта указывался номер, обозначающий почтовое отделение, для которого предназначались марки, а иногда почтовые отделения ставили оттиски своих собственных резиновых штемпелей. В более крупных отделениях использовались несколько резиновых штемпелей разных рисунков: в Мехико использовались пять различных устройств для ручной маркировки марок 1856 года, каждый из которых имел различный внешний вид, в то время как в округах Гвадалахара, Гуанахуато, Пуэбла, Керетаро и Сан-Луис-Потоси было по три штампа.
Цвет названия округа почти всегда был чёрным, но известны красные, синие и фиолетовые надпечатки. В течение определенного времени в 1858 году почтмейстер Сакатекаса, который бежал из этого города в Агуаскальентес, чтобы избежать боевых действий во время войны за реформу, но забыл свой резиновый штемпель, вписывал «Zacatecas» («Сакатекас») от руки.
В течение многих лет филателисты находились в недоумении относительно этих надпечаток, пока Сэмюэл Чепмен, британский предприниматель, живущий в Мексике, не заинтересовался ими и не исследовал почтовые архивы. Его книга 1926 года, впоследствии переизданная, содержит подробные сведения об отправленных в различные округа почтовых марках.
Многие надпечатки редки и покупаются по высокой цене филателистами, коллекционирующими мексиканские почтовые марки. Также известны подделки таких марок.

#### Почтовые гашения
После появления почтовых марок в 1856 году некоторые почтовые отделения завели новые почтовые штемпели, в то время как другие продолжали годами пользоваться имеющимися резиновыми штемпелями с названием города для гашения новых почтовых марок, так что на конвертах с марками можно обнаружить оттиски очень старых резиновых штемпелей.

#### Выпуски «Идальго» 1856 и 1861 годов
Указом от 21 февраля 1856 года президент Игнасио Комонфорт санкционировал предоплату почтовых сборов почтовыми марками. Новые правила были разработаны и должны были быть опубликованы 15 июля, но проблемы с гравировкой задержали их опубликование до 31 июля. 1 августа 1856 года Мексика выпустила свои первые почтовые марки. Их дизайн, портрет Мигеля Идальго-и-Костильи, приходского священника, который в 1810 году возглавил неудачную попытку добиться независимости Мексики, отражал политику реформ правительства Комонфорта. Почтовые марки были несколько грубо выгравированы и были беззубцовыми. Пять номиналов были выпущены в 1856—1859 годах: ½ реала, 1 реал, 2 реала, 4 реала и 8 реалов. На марках, как правило, но не всегда, имелись надпечатки округов с названием окружного почтамта.
Выпущенные тиражи по данным Фоллансби:
- ½ реала, синяя — 825 573
- 1 реал, жёлтая — 1 425 275
- 2 реала, зелёная — 1 629 773
- 4 реала, красная — 157 189
- 8 реалов, фиолетовая — 100 784

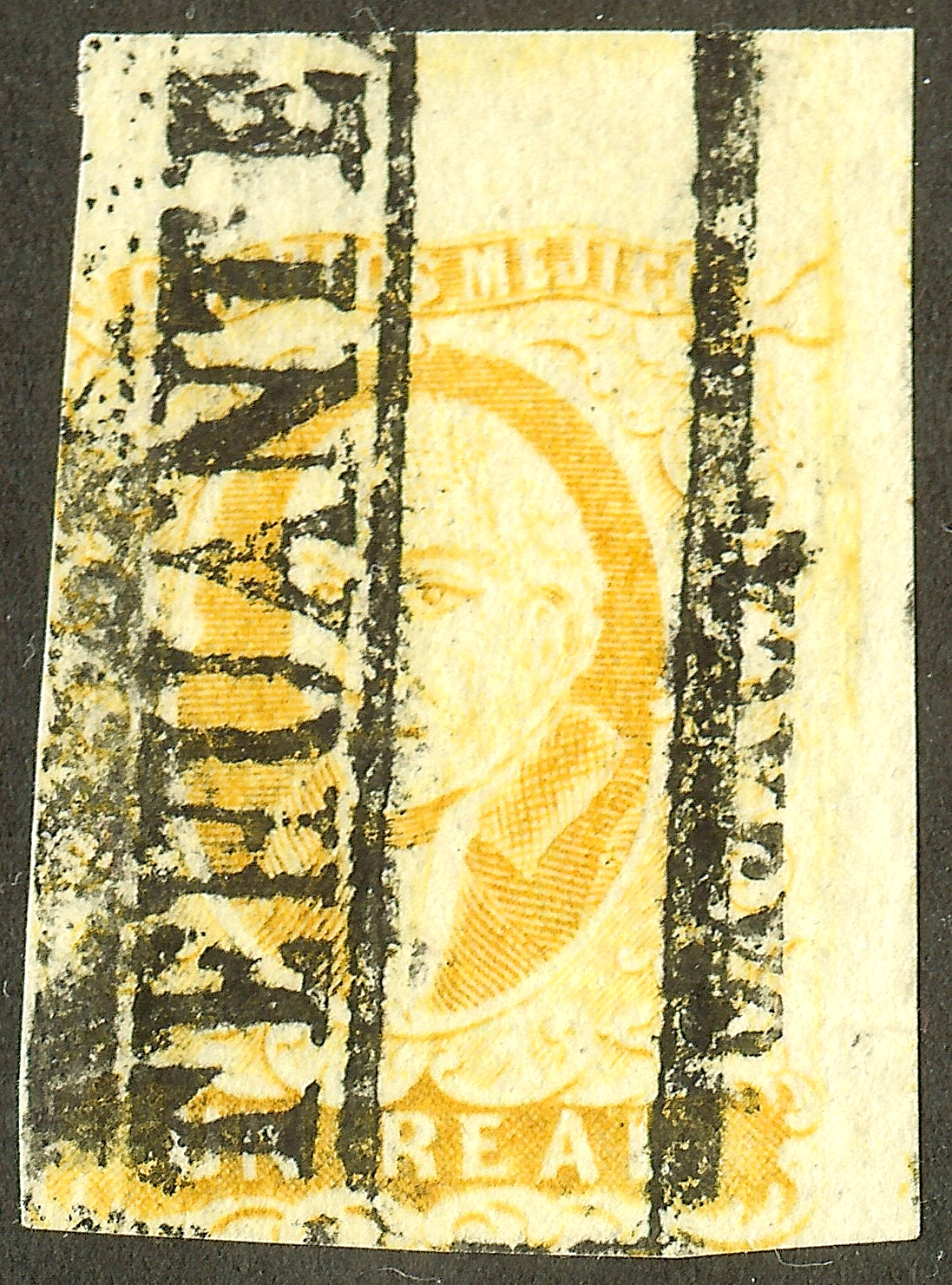
Марка номиналом в 1 реал с надпечаткой округа «Oajaca» (Оахака) и гашением Теуантепека
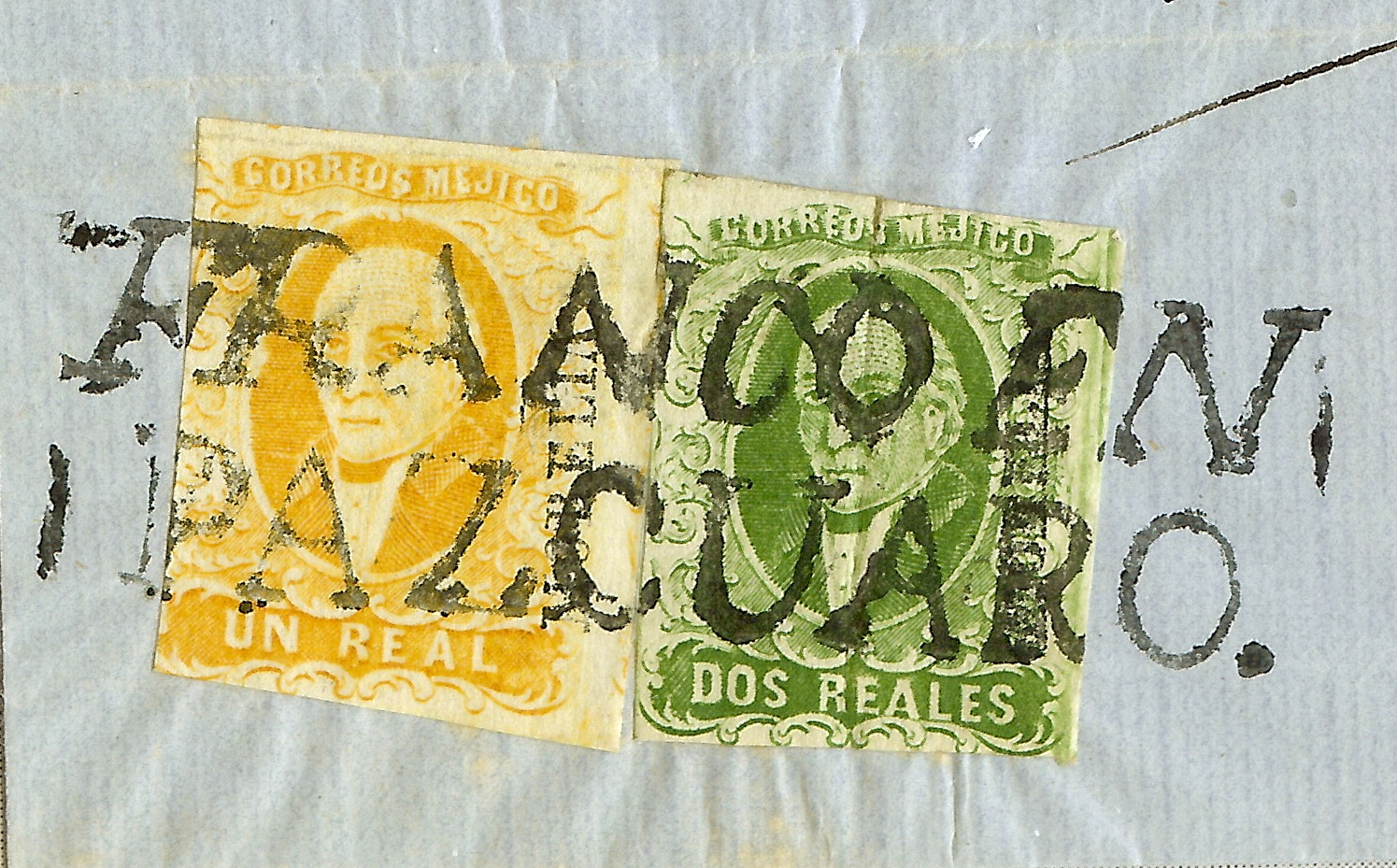
Один реал и два реала, 1856, с надпечатками Морелии и штемпелем Пацкуаро
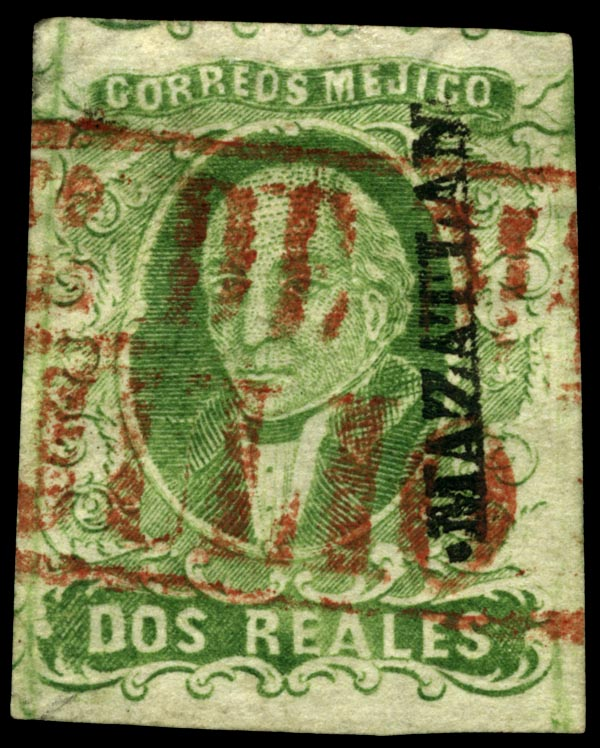
Два реала, 1856, округ Масатлан
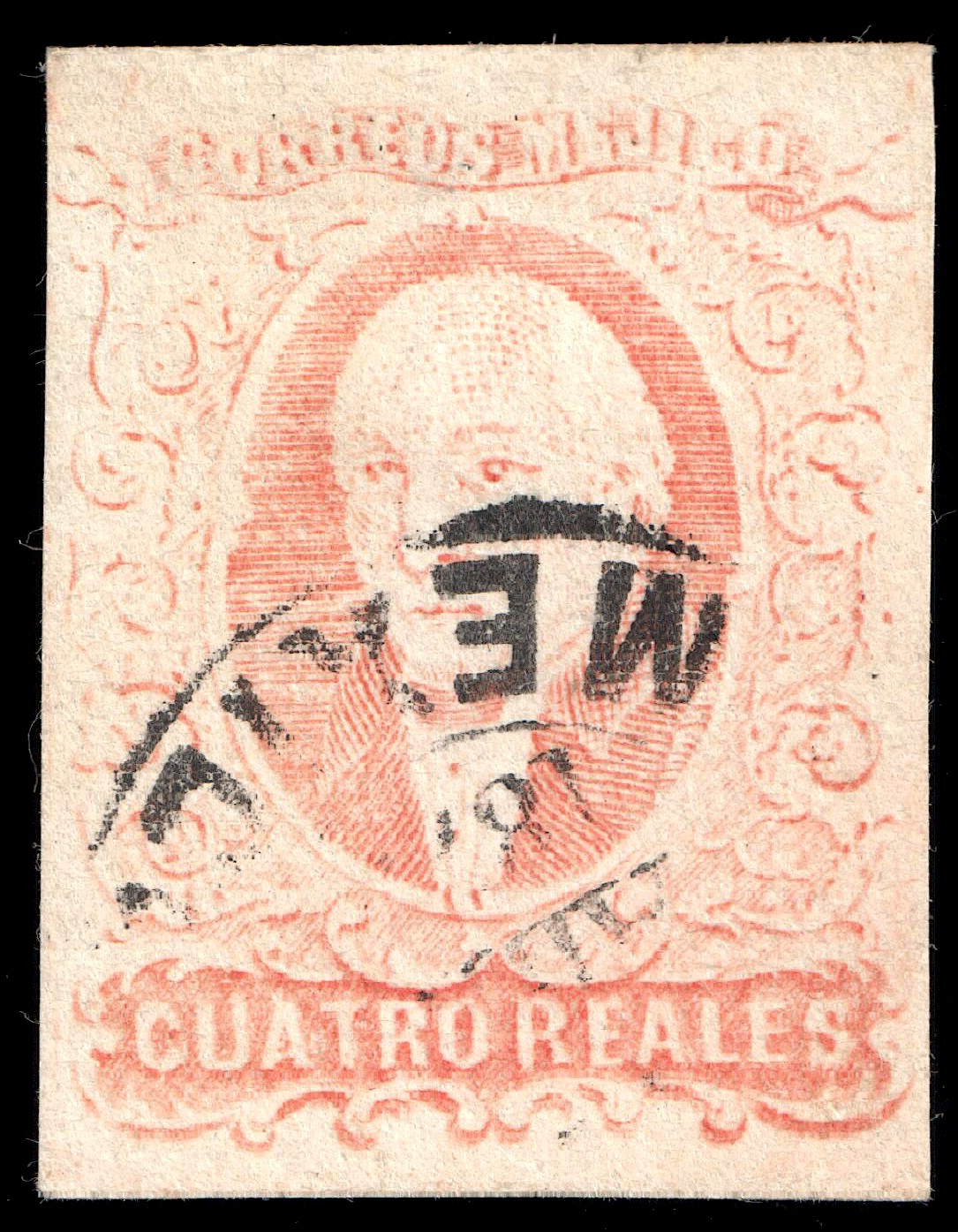
Четыре реала, 1856, без надпечатки округа
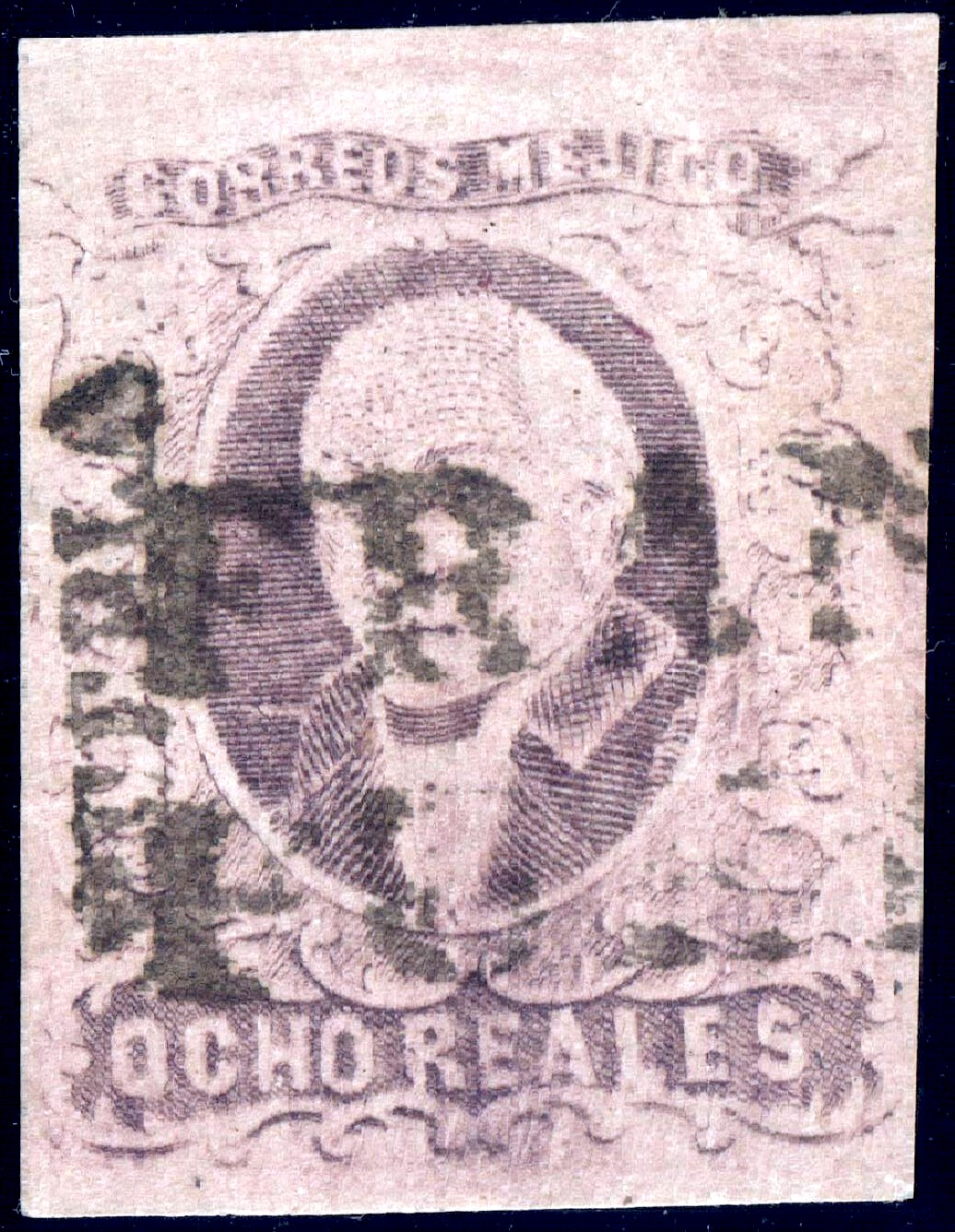
Восемь реалов, 1856, надпечатка и почтовый штемпель округа Пуэбла

В 1861 году марки были переизданы в новых цветах на разноцветной бумаге. Как и в первом выпуске, они были выпущены как с надпечатками округа, так и без них, но в меньшем количестве.
Выпущенные тиражи по данным Фоллансби:
- ½ реала, чёрная на светло-коричневой бумаге — 194 280
- 1 реал, чёрная на зелёной бумаге — 821 116
- 2 реала, чёрная на розовой бумаге — 925 573
- 4 реала, красная на жёлтой, оранжевой бумаге — 103 675
- 8 реалов, чёрная на красно-коричневой бумаге — 62 762

Исследование выпусков 1856 и 1861 годов с информацией о надпечатках округов из книги Чепмена находится на сайте Джеспера Андерсена. Дополнительные примеры выпусков 1856 и 1861 годов, в том числе на конвертах, можно увидеть на сайте «Азиатского филателиста». Ещё одна коллекция почтовых марок выпуска 1861 года находится на сайте «Почтовые марки Мексики».

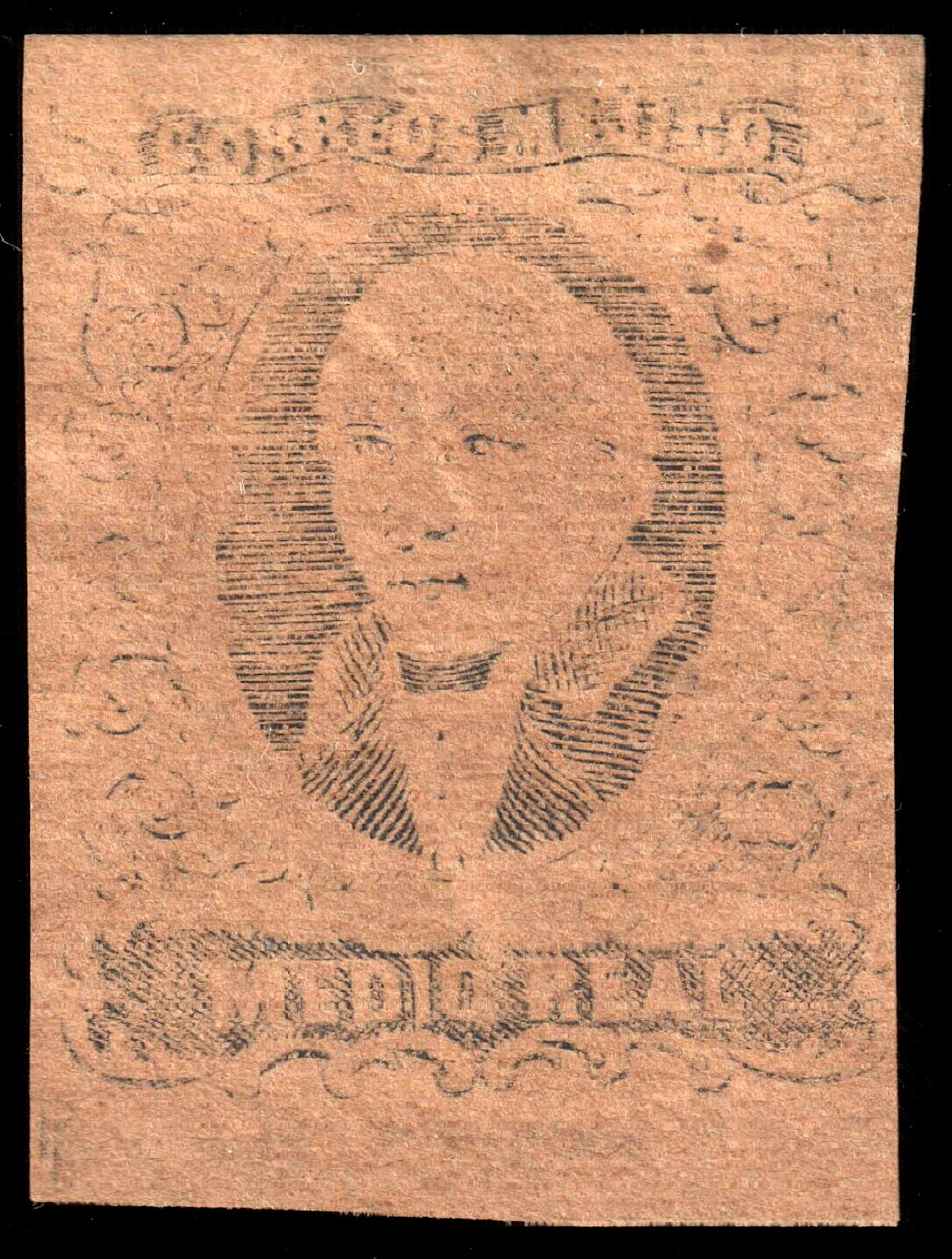
Полреала, 1861, негашёная
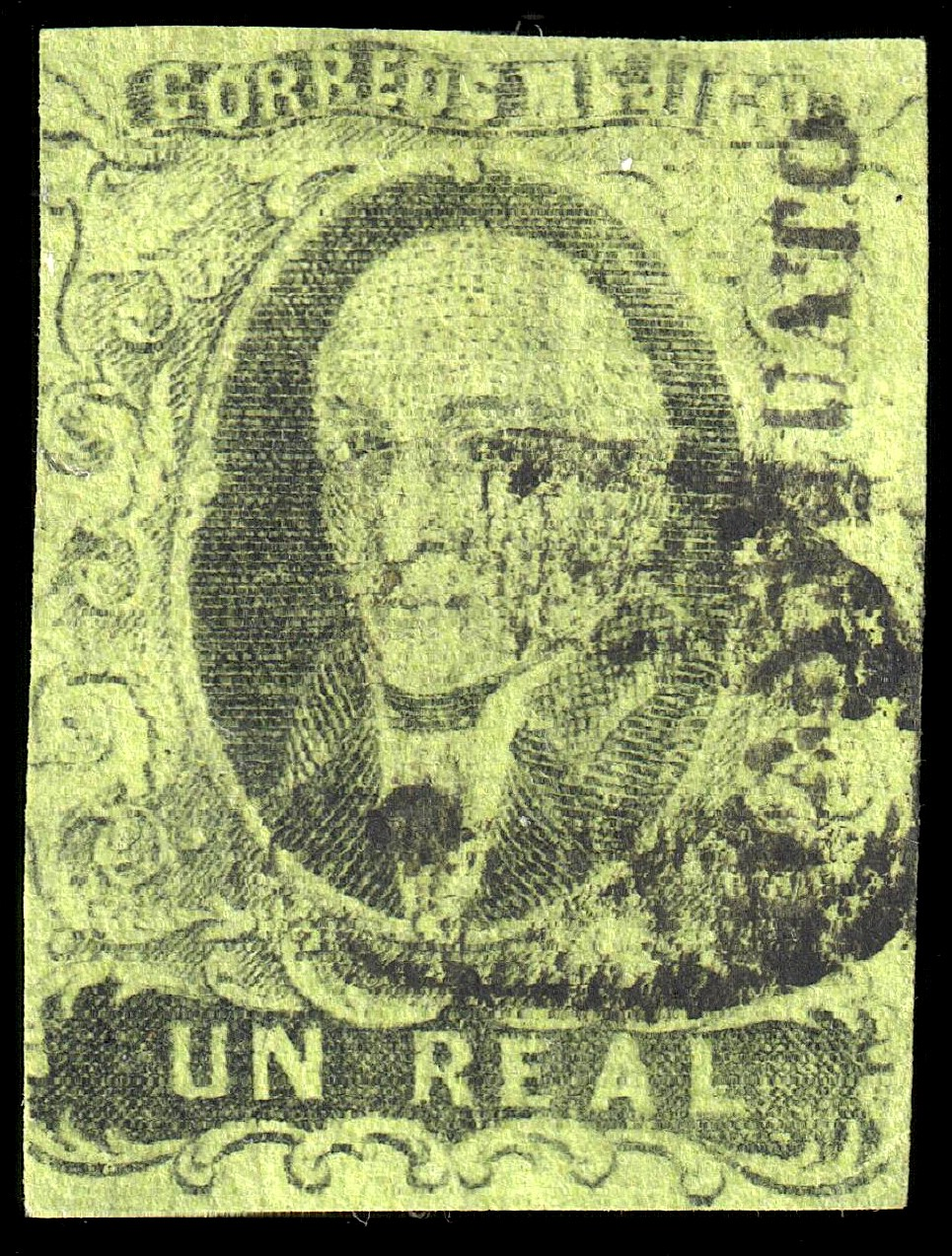
Один реал, 1861
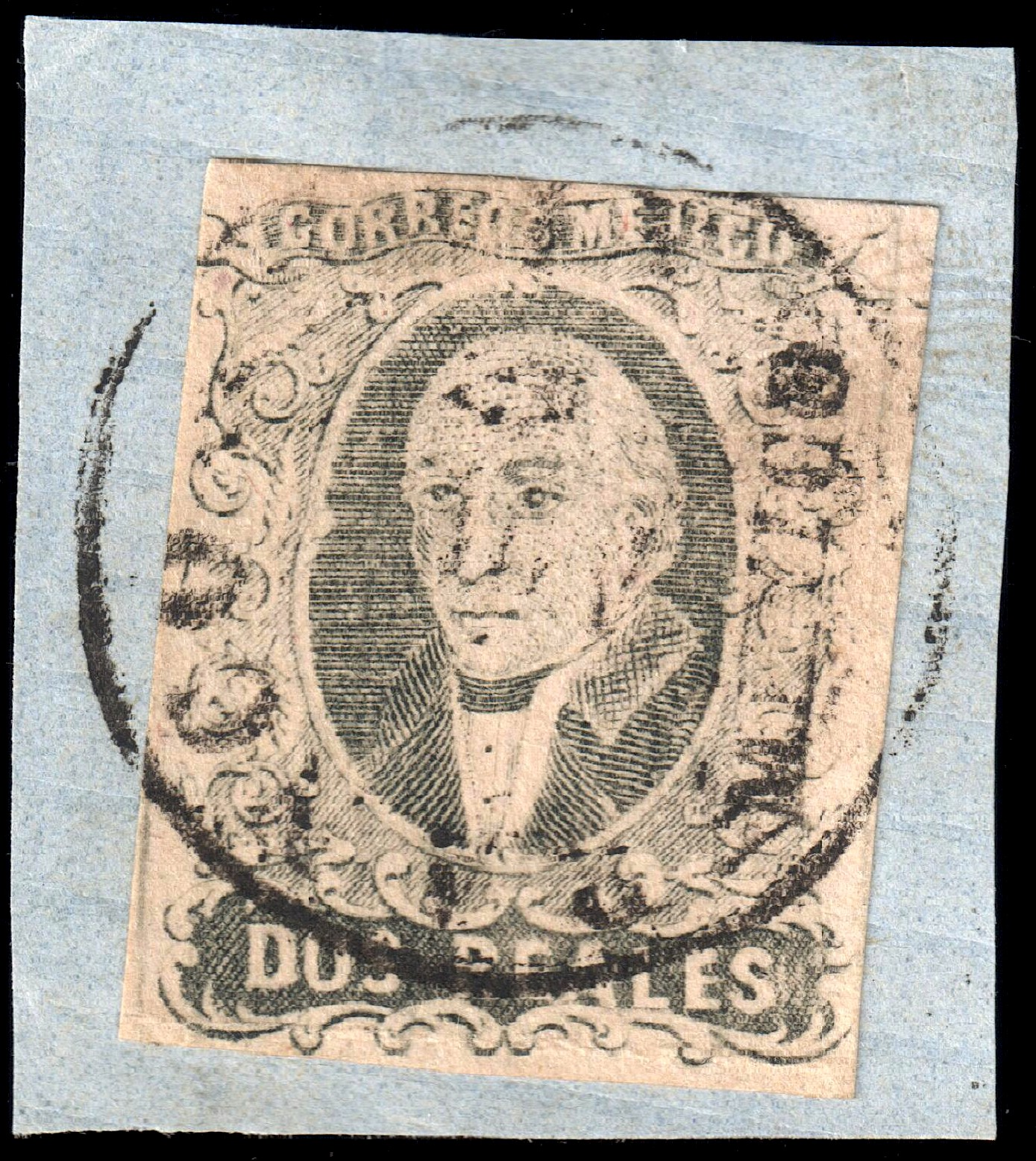
Два реала, 1861
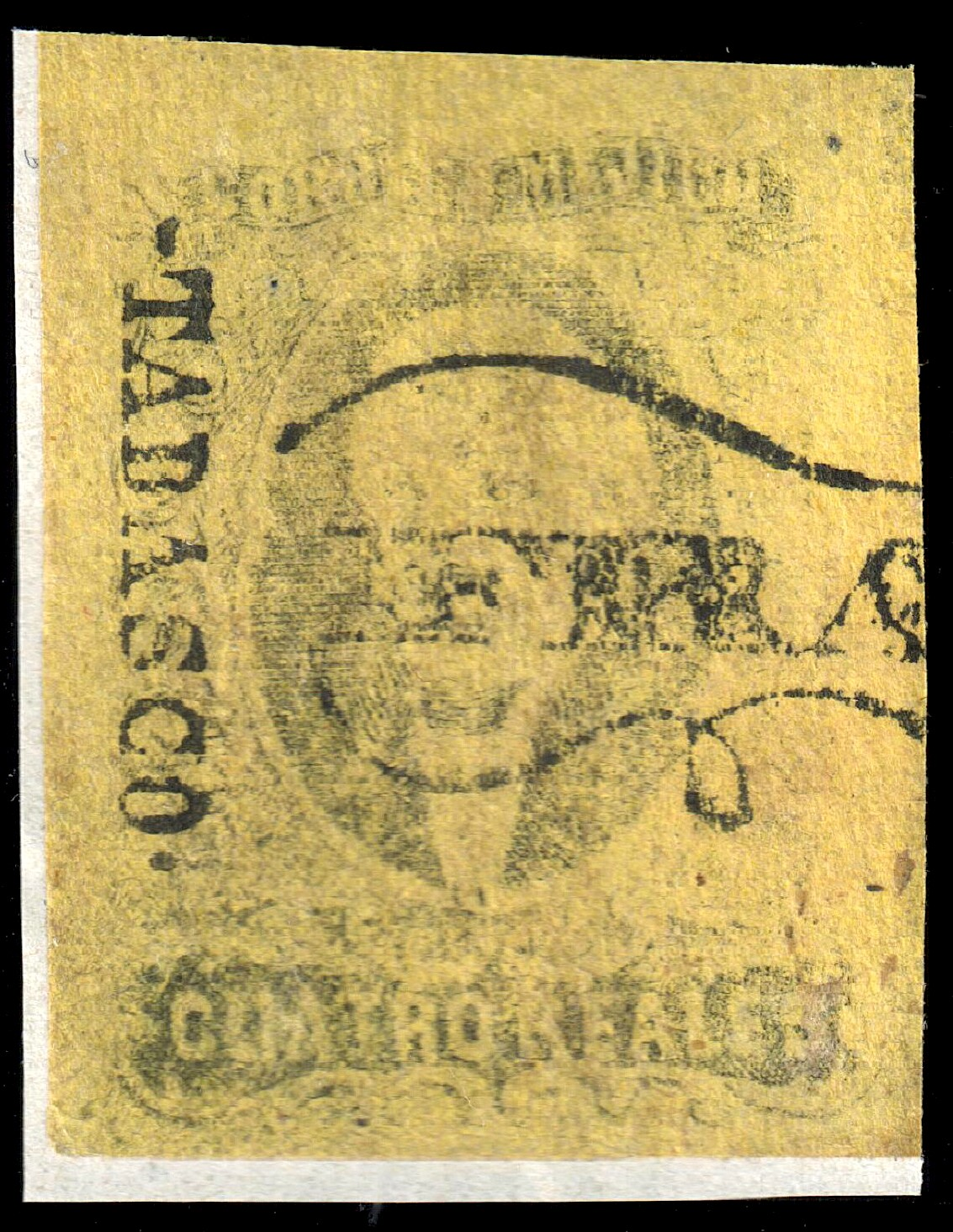
Четыре реала, 1861, округ Табаско
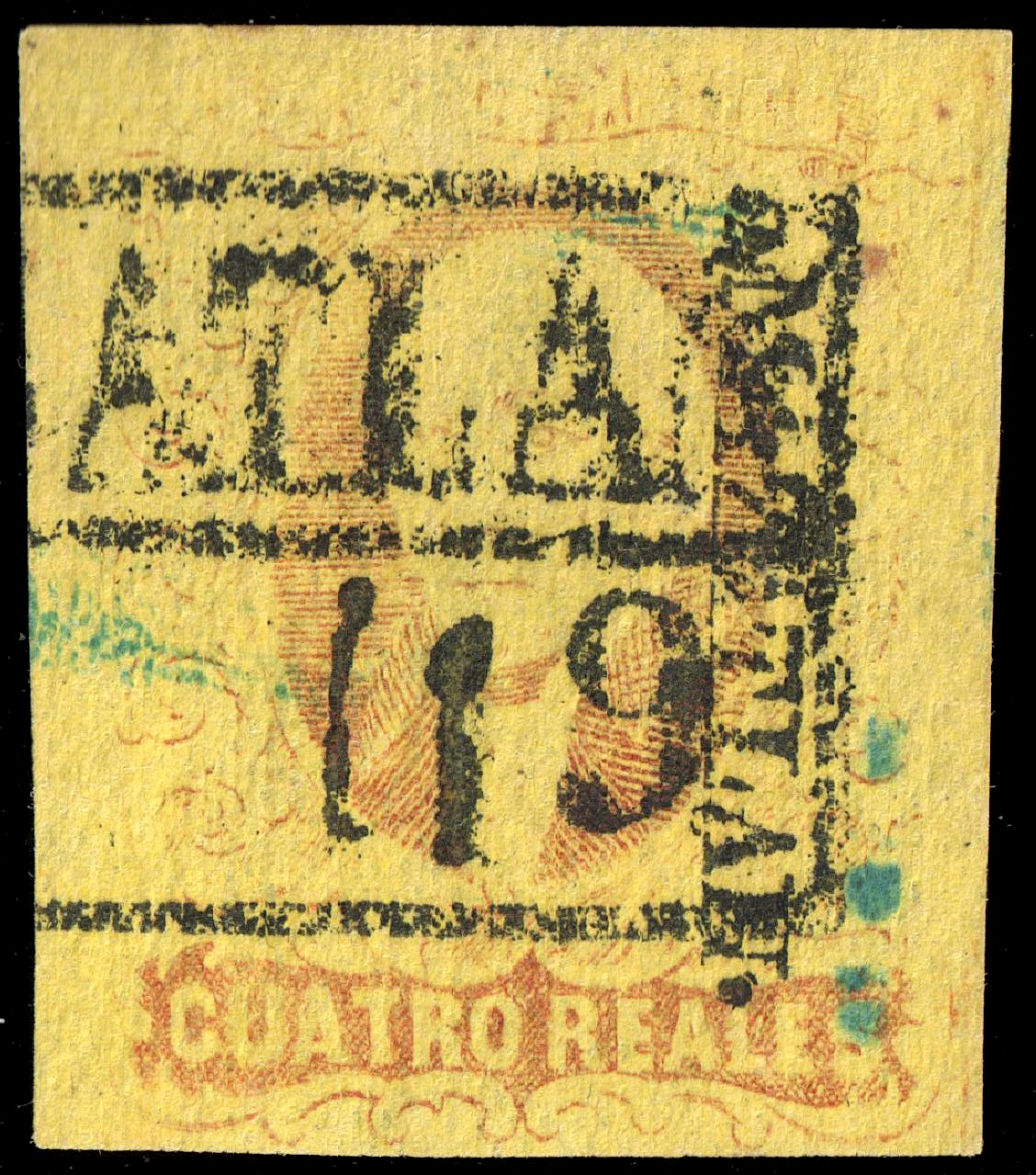
Четыре реала, 1861, надпечатка и почтовый штемпель округа Масатлан
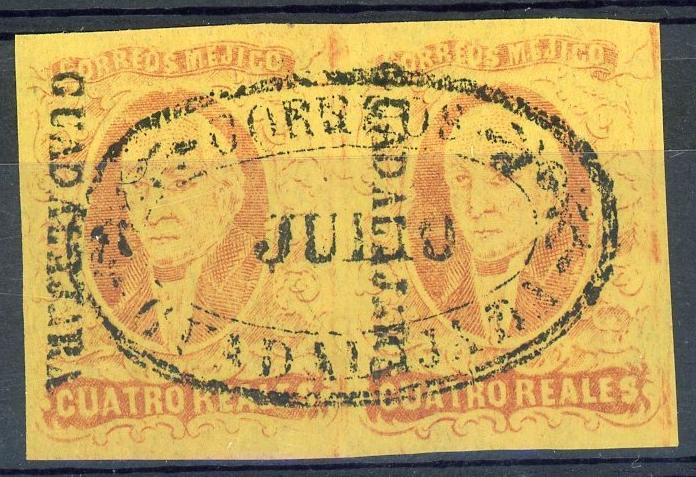
Четыре реала, 1861, надпечатка и почтовый штемпель округа Гвадалахара
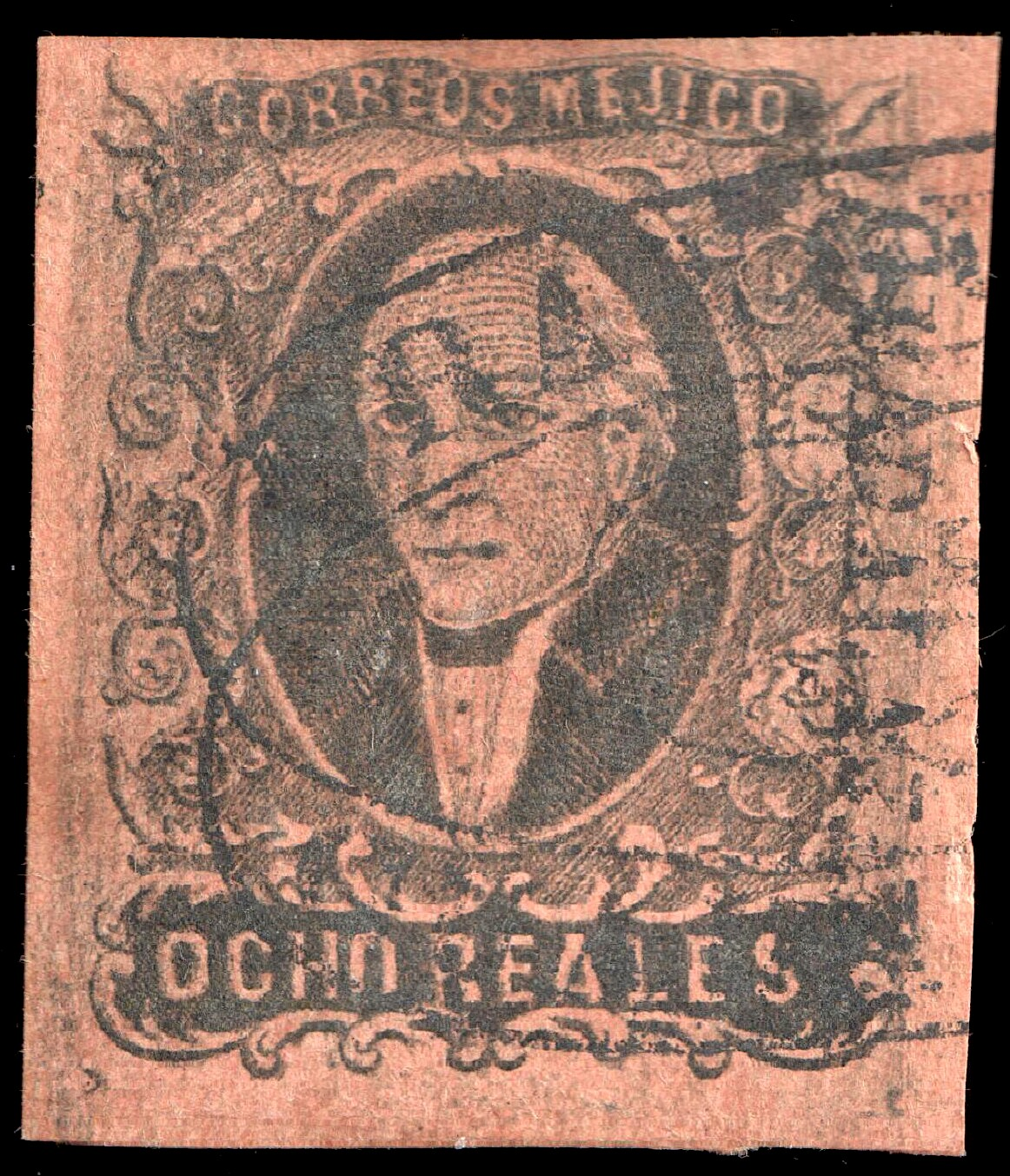
Восемь реалов, 1861, округ Гвадалахара

#### Выпуск «Хуарес» 1864 года
В 1864 году Мексика выпустила почтовую марку с мелко выгравированным изображением Идальго. Эти марки были напечатаны по распоряжению президента Хуареса Американской банкнотной компанией в Нью-Йорке. Марки были с зубцовкой и были эмитированы в четырех номиналах: 1 реал, 2 реала, 4 реала и 1 песо, причём были выпущены как с надпечатками округов, так и без них. Хотя марки предназначались для общего пользования, они вскоре были заменены первым выпуском Второй мексиканской империи (см. ниже) и, как известно, использовались только в Монтеррее и Сальтильо. Гашёные экземпляры редки и дороги.

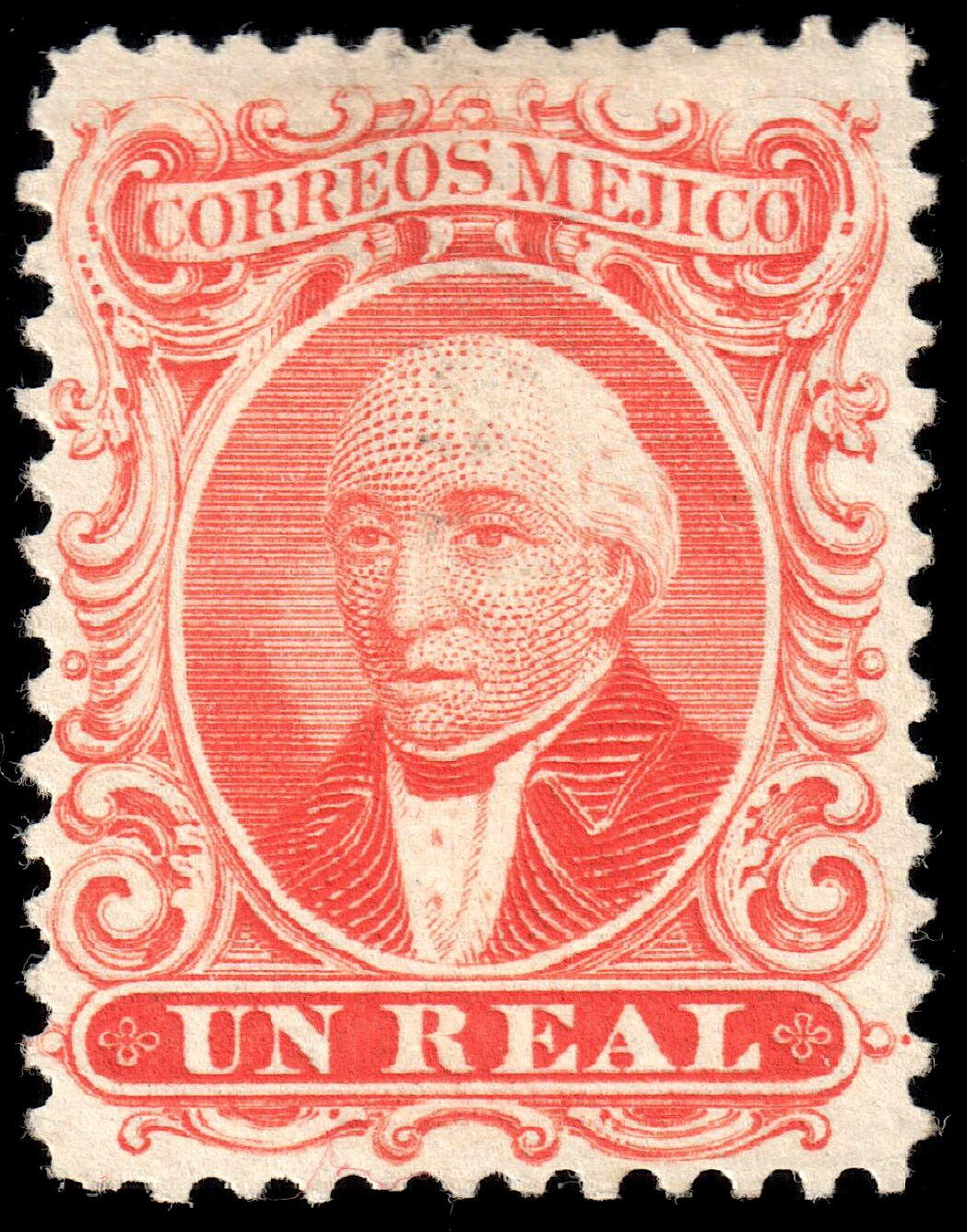
Один реал
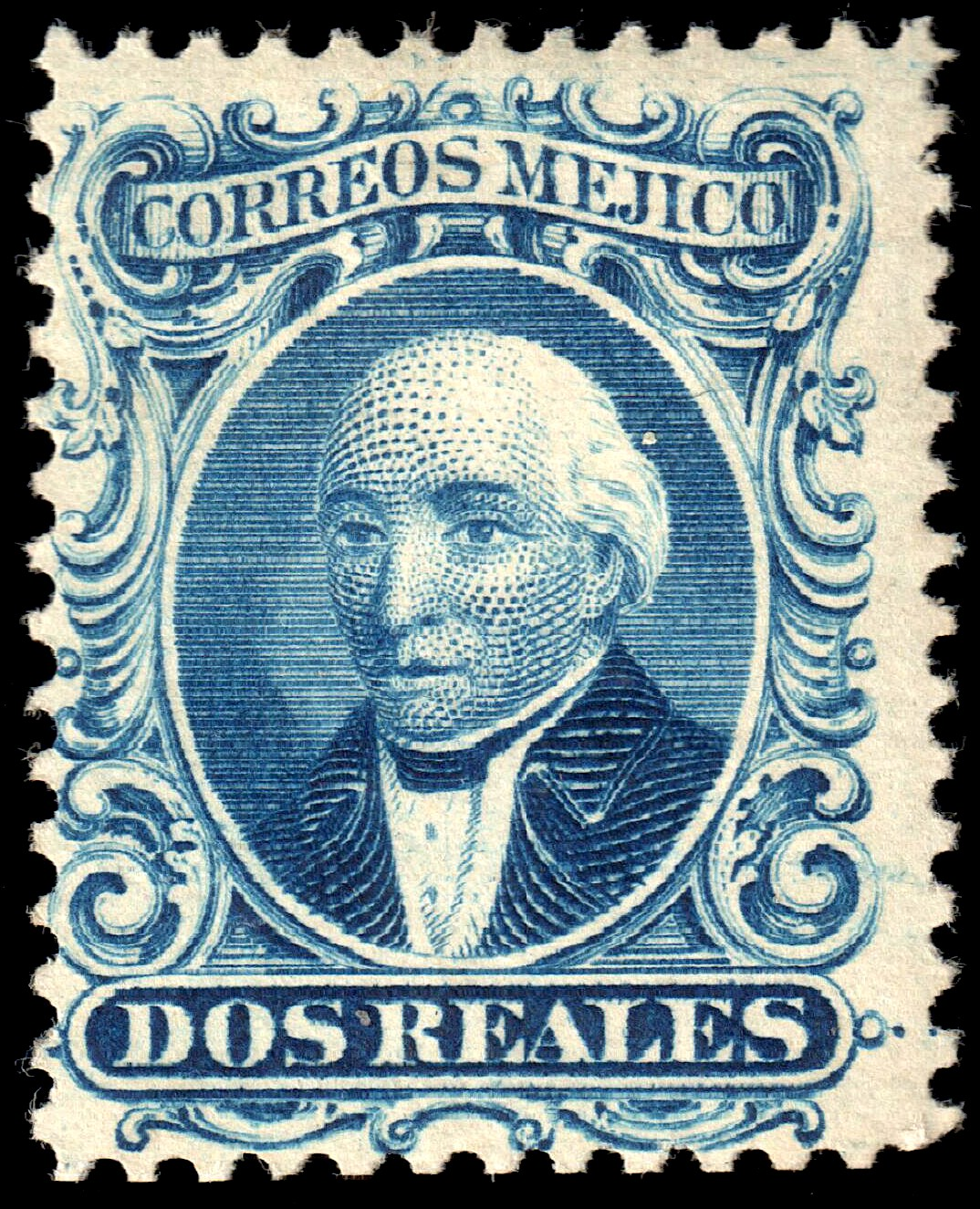
Два реала
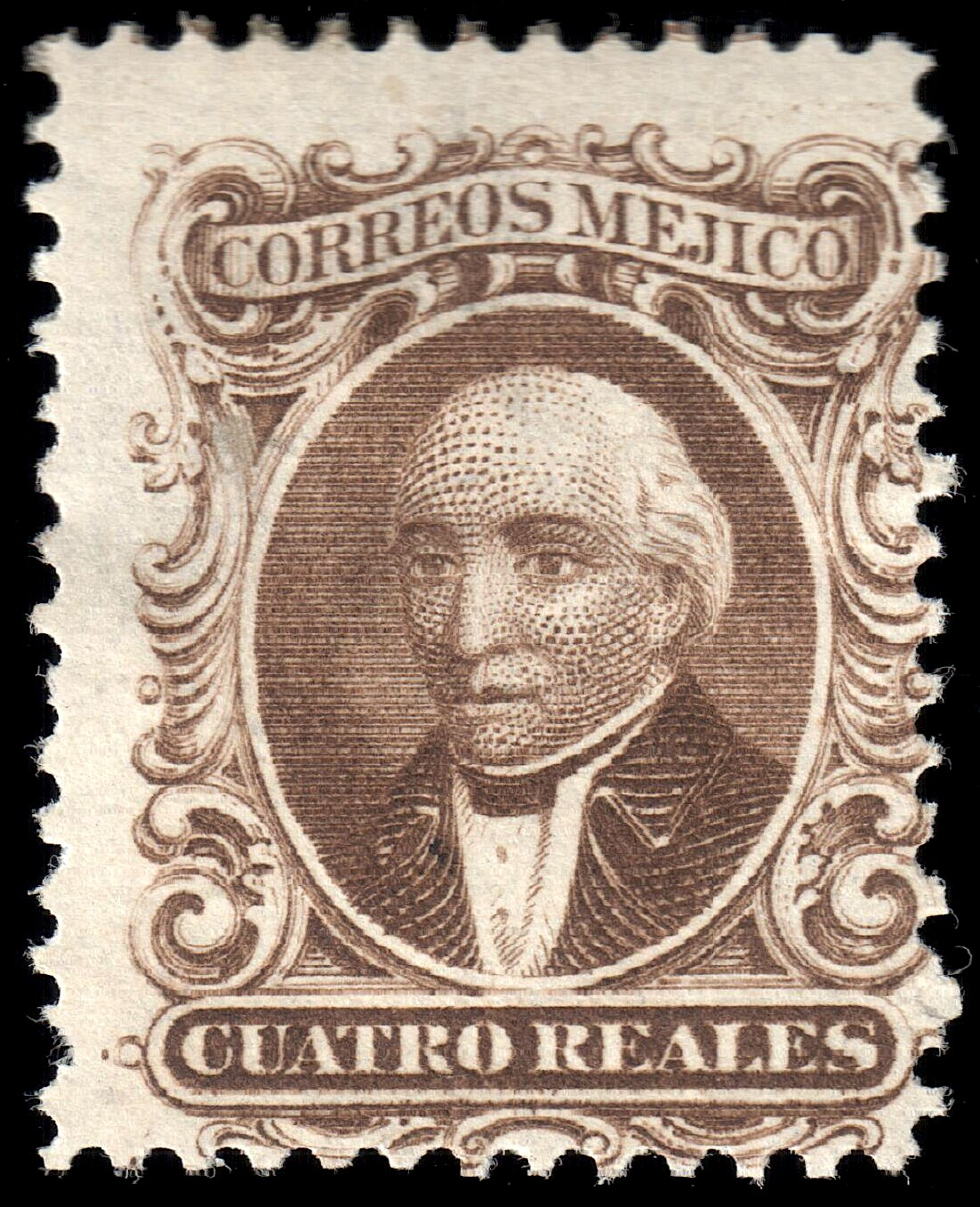
Четыре реала
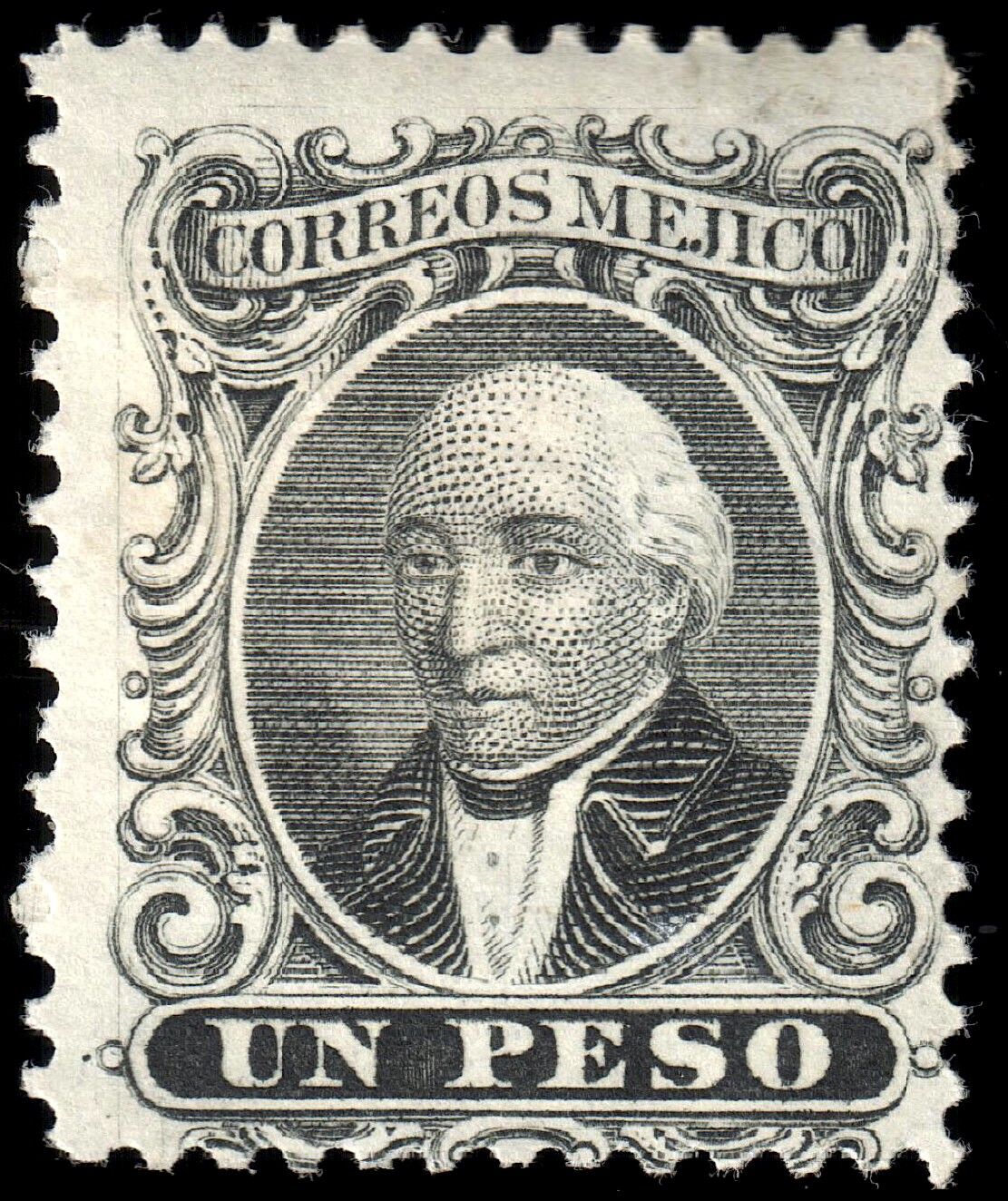
1 песо

#### Вторая мексиканская империя
В период с 6 января по 8 января 1862 года французские войска вторглись в Мексику при поддержке мексиканских монархистов, многие из которых принадлежали к знати, в конечном счете захватив Мехико 10 июля 1863 года. Французы провозгласили католическую империю в Мексике и провозгласили Максимилиана I императором Второй мексиканской империи. Максимилиан прибыл в Мексику 28 или 29 мая 1864 года со своей супругой Шарлоттой Бельгийской. Республиканские войска продолжали сопротивление, и французы в конечном итоге покинули Мехико 5 февраля 1867 года. Максимилиан был захвачен в плен в Керетаро 15 мая 1867 года и казнен 19 июня 1867 года. Республика была восстановлена, президент Хуарес вернулся к власти, и Конституция 1857 года была восстановлена как высший закон страны.

##### Выпуск «Орёл» 1864 года
15 мая 1864 года регентство заменило существующие марки на марки «Орёл» с изображением герба Мексики (орёл, убивающий змею). Корона была добавлена к орлу, чтобы обозначить монархию, и написание было изменено с «Mejico» на «Mexico» («Мексика»). Марки были выгравированы и выпущены без зубцовки. Первоначально были выпущены пять номиналов: 1/2 реала, 1, 2, 4 и 8 реалов, к которым в 1865 году добавилась марка номиналом 3 сентаво. Марки были отправлены из Мехико в окружные почтамты, где для их валидации обычно добавлялось название округа. Начиная с июля 1864 года, на марках перед отправкой в округа также делалась надпечатка года и номера счета. Различные надпечатки выполнялись разных размеров, и на основе таких отличий специалисты различают пять отдельных выпусков, именуемых «Орёл» с 1-го по 5-й периоды. Данный выпуск очень популярен у коллекционеров, поэтому были проведены его подробные исследования, включая информацию, полученную в сохранившихся почтовых архивах.

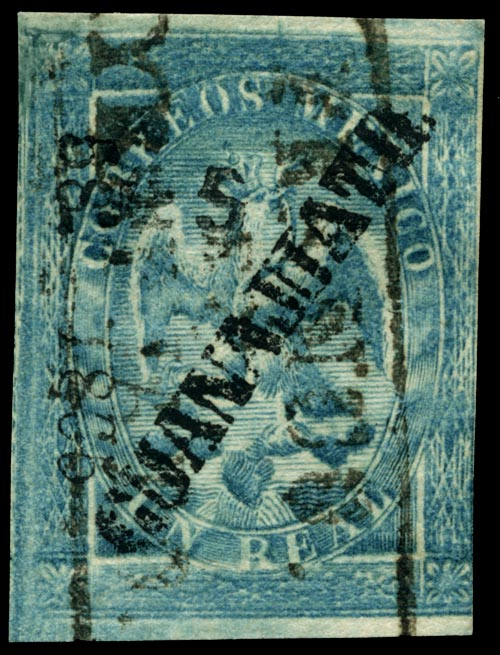
Один реал, 1864, округ Гуанахуато
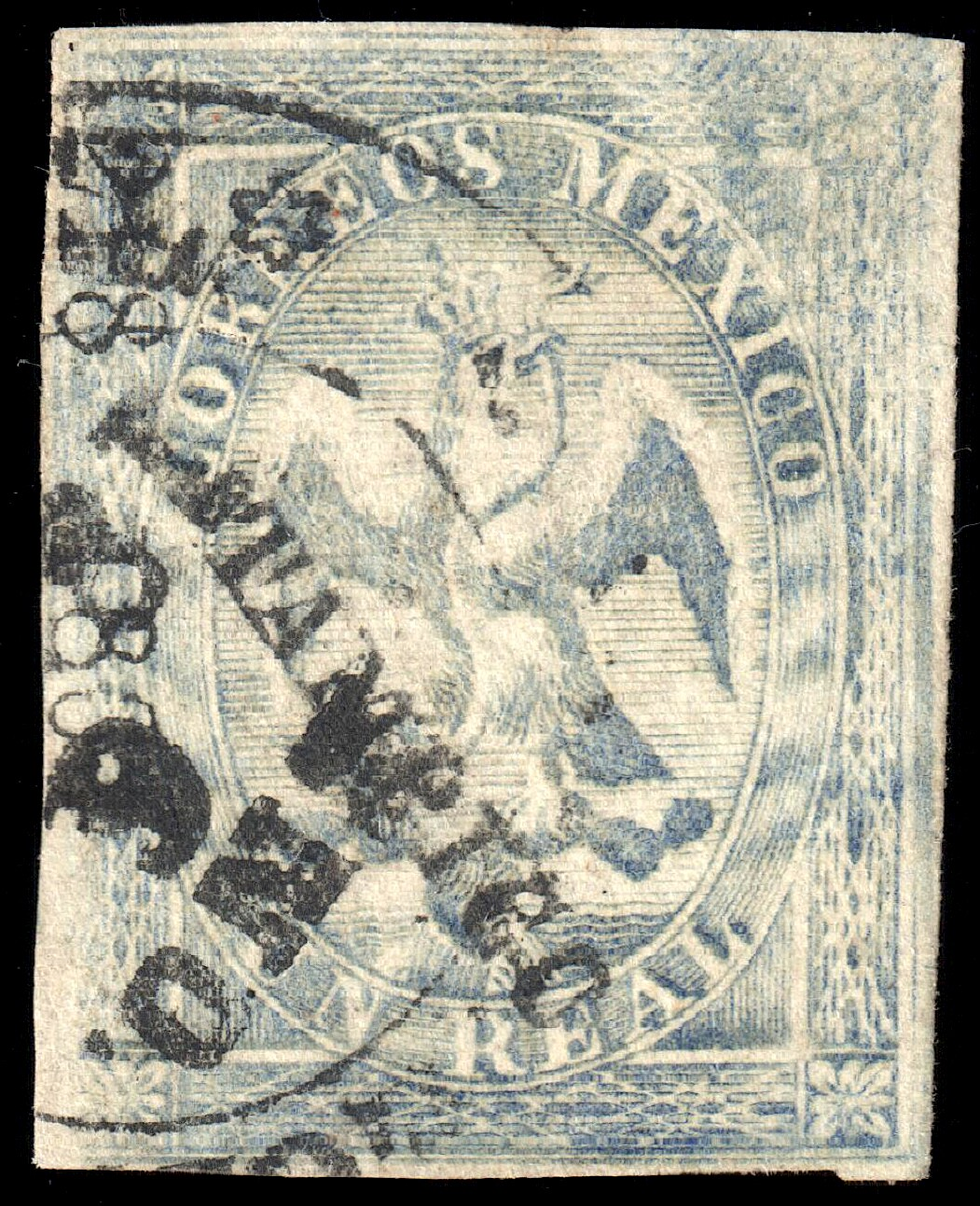
Один реал, 1864, округ Тампико
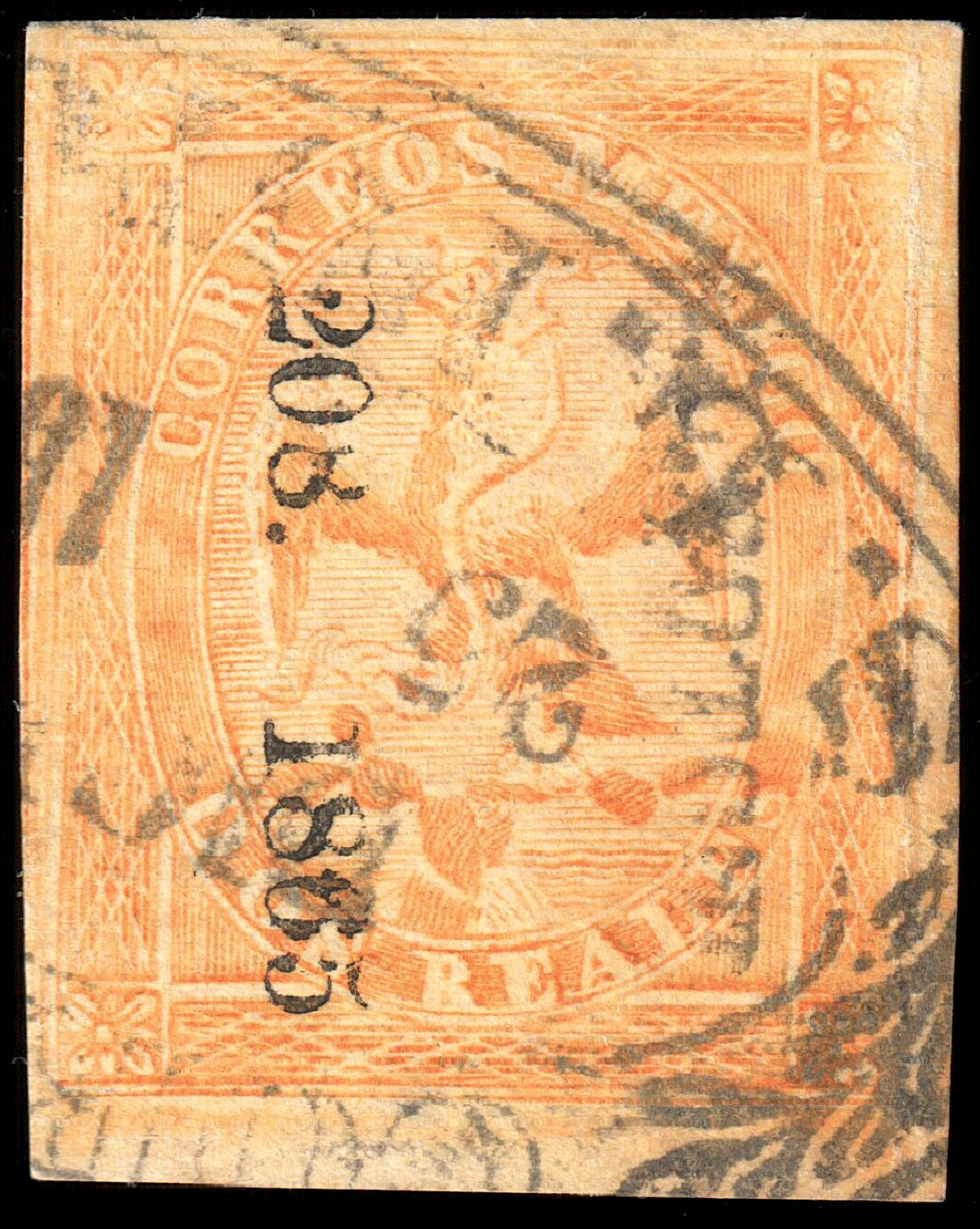
Два реала, 1865, округ Сан-Луис-Потоси
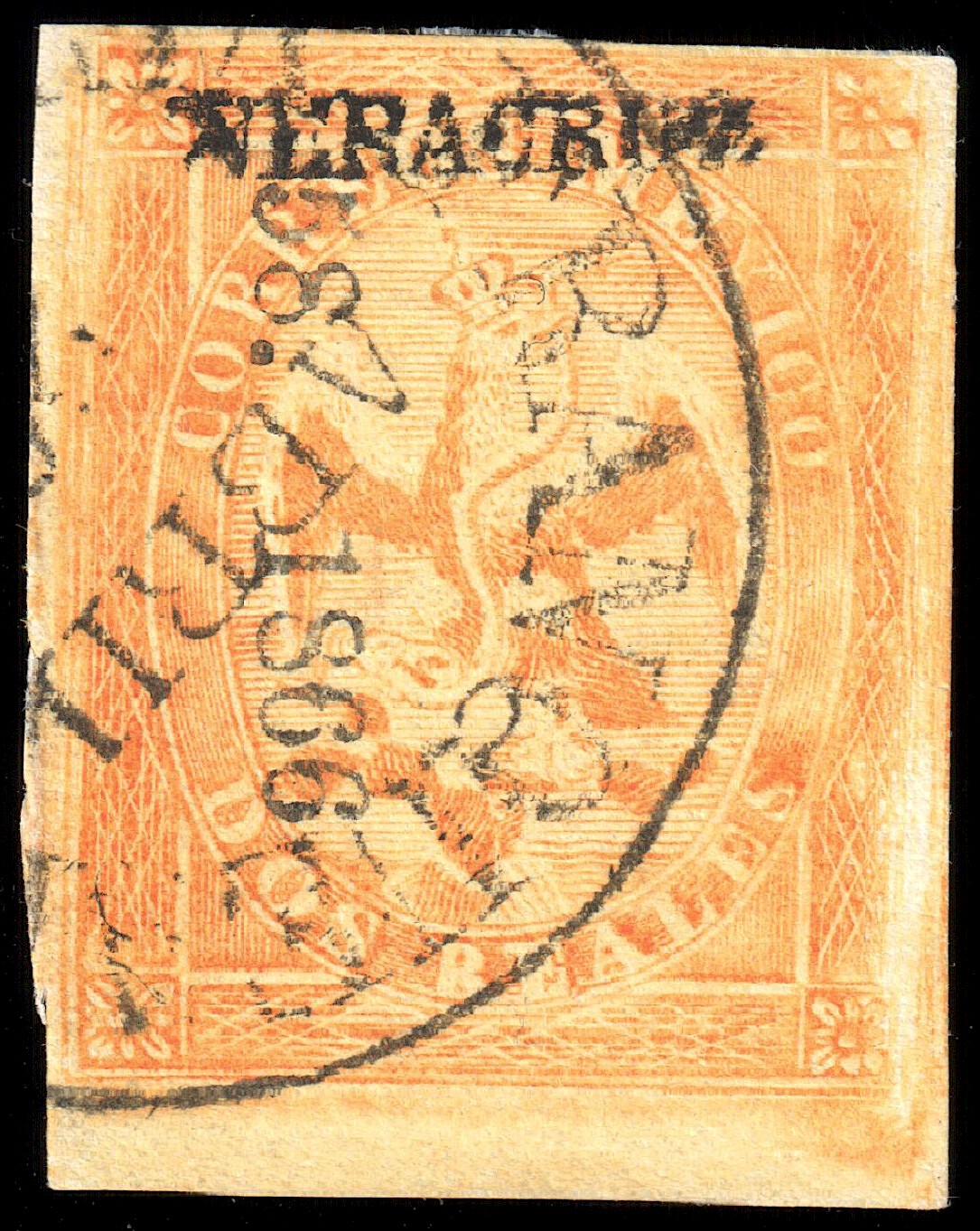
Два реала, 1866, округ Веракрус
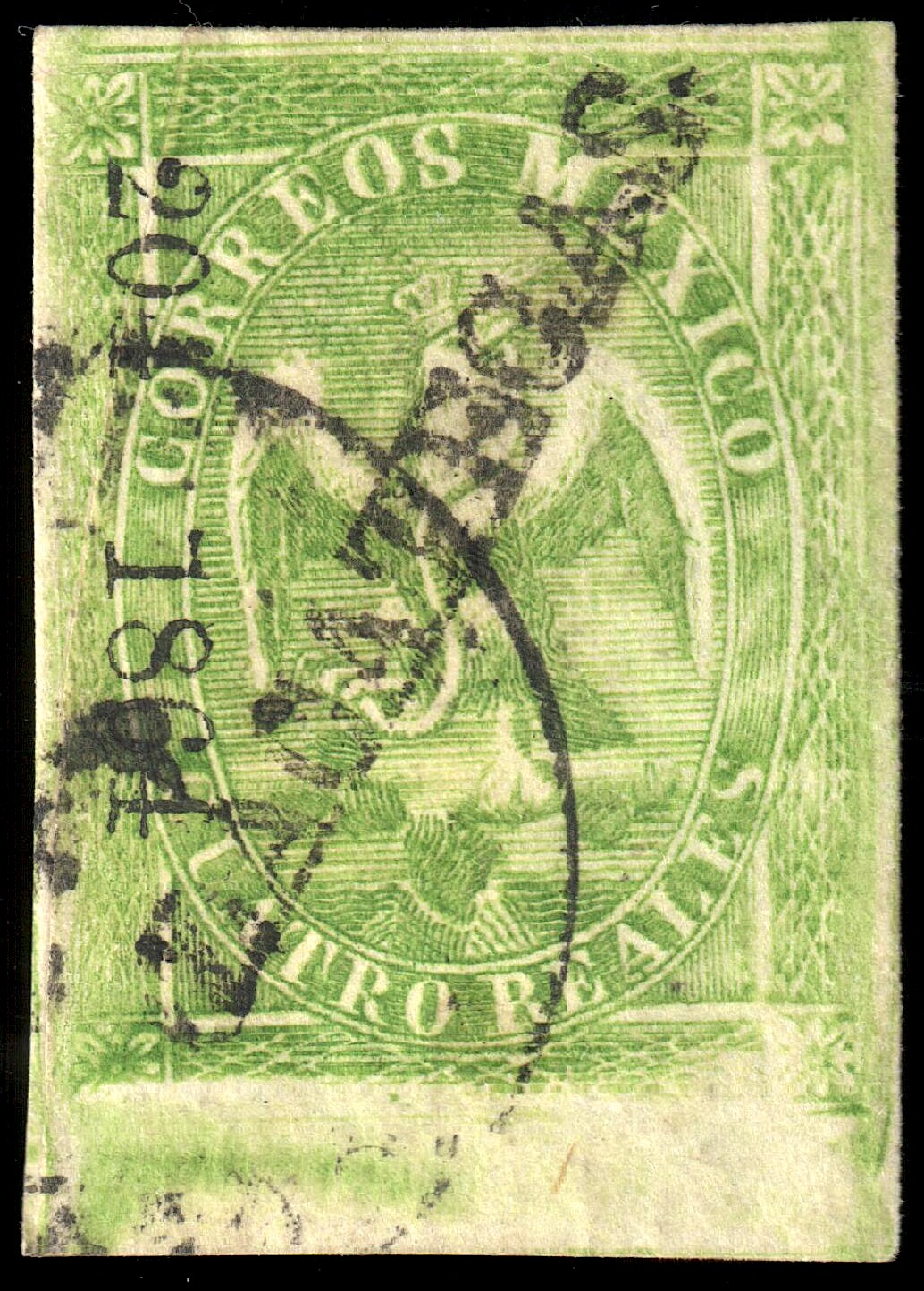
Четыре реала, 1864, округ Сакатекас
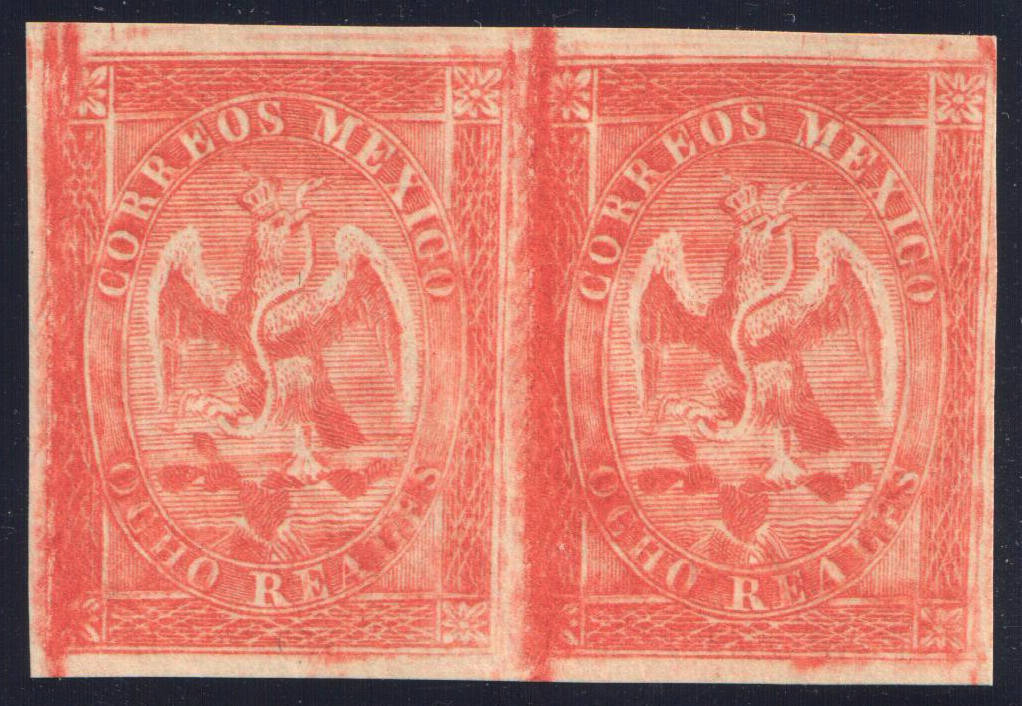
Восемь реалов, негашёная пара, без надпечатки названия округа

##### Выпуск Максимилиана 1866 года
1 августа 1866 года регентство выпустило новую серию почтовых марок с изображением бюста императора Максимилиана. Этот выпуск был напечатан литографским способом и без зубцовки. Регентство до этого изменило официальную валюту, в которой один песо равнялся 8 реалам, на десятичную систему, в которой один песо равнялся 100 сентаво. При конвертации почтовые тарифы были округлены, например, тариф в один реал, равный 12,5 сентаво, был округлён до 13 сентаво. В результате почтовые марки были выпущены номиналом 7, 13, 25 и 50 сентаво. Марки были выпущены с указанием года и номера счёта и с указанием названия округа или без него, однако некоторые марки, выпущенные взамен марок выпуска «Орёл», были эмитированы только с названием округа Мехико.
16 октября 1866 года литографированные «Максимилианы» были заменены тонко гравированной версией того же дизайна и номиналов. Они были выпущены без зубцовки, с указанием года и номера счета, с указанием названия округа или без него. Марки без надпечатки представляют собой невыпущенные в обращение остатки.

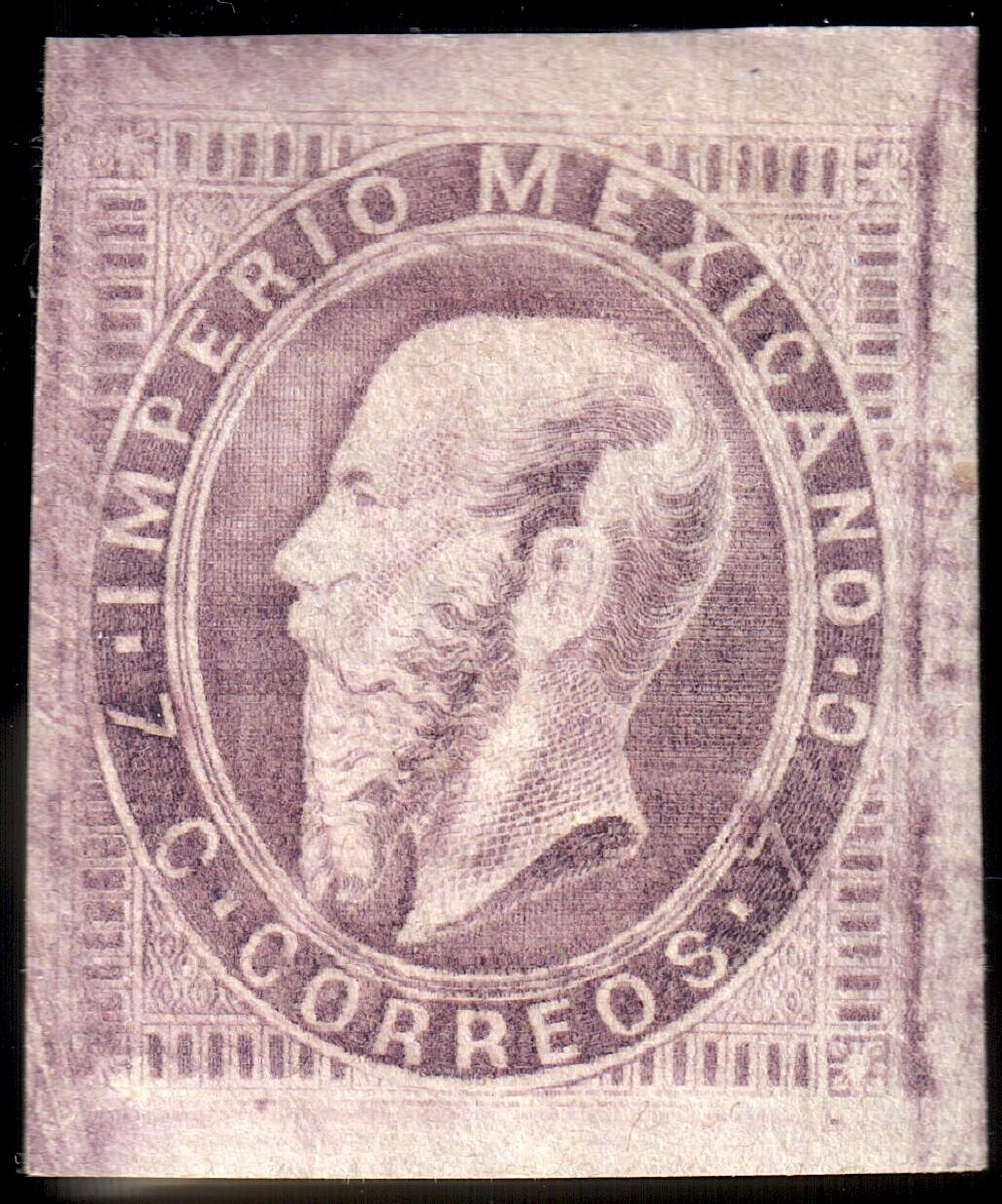
7 сентаво, негашёная, гравюра
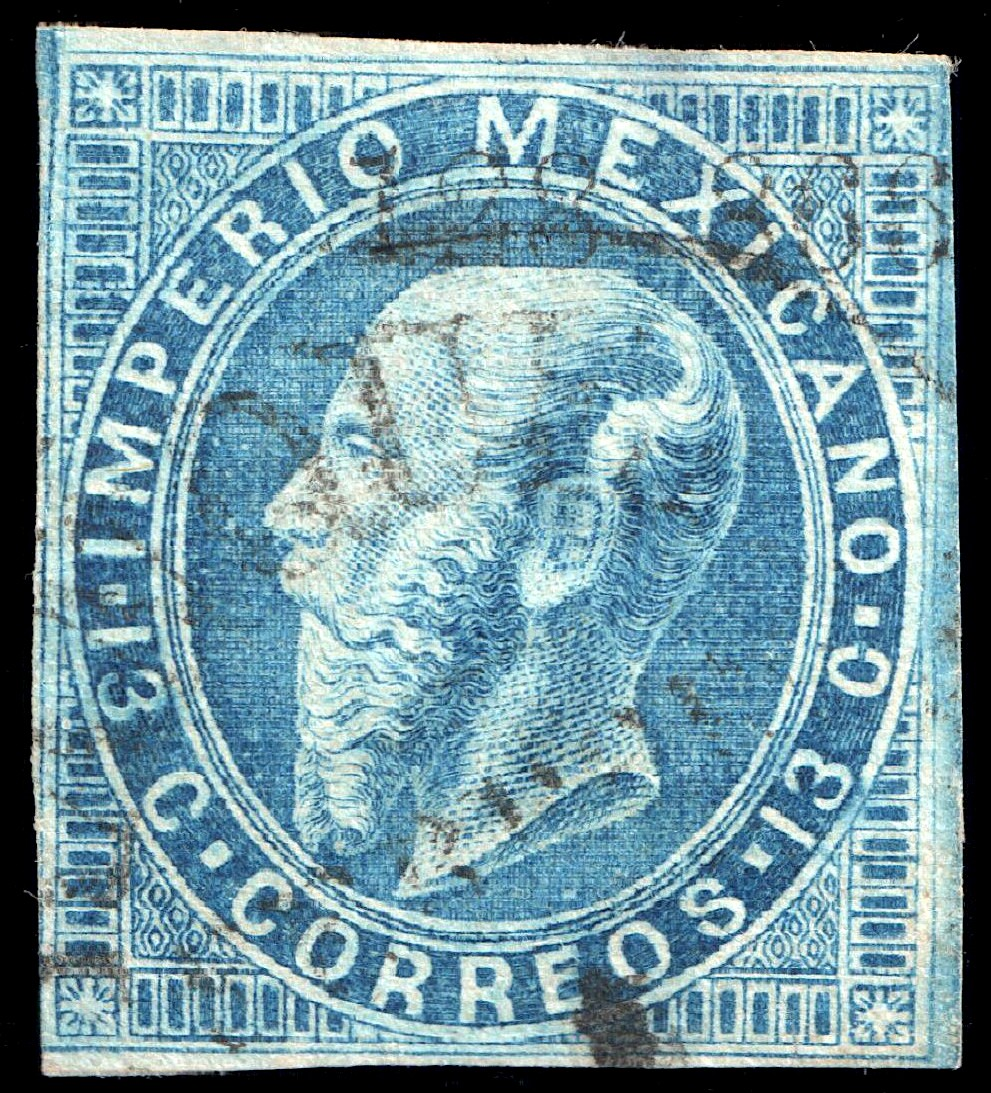
13 сентаво, гашёная, гравюра
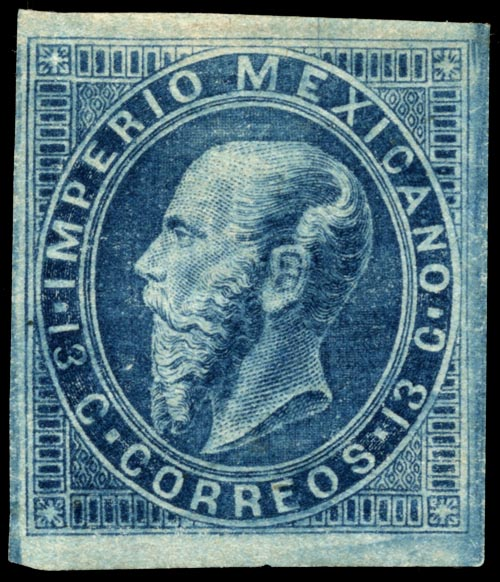
13 сентаво, негашёная, гравюра
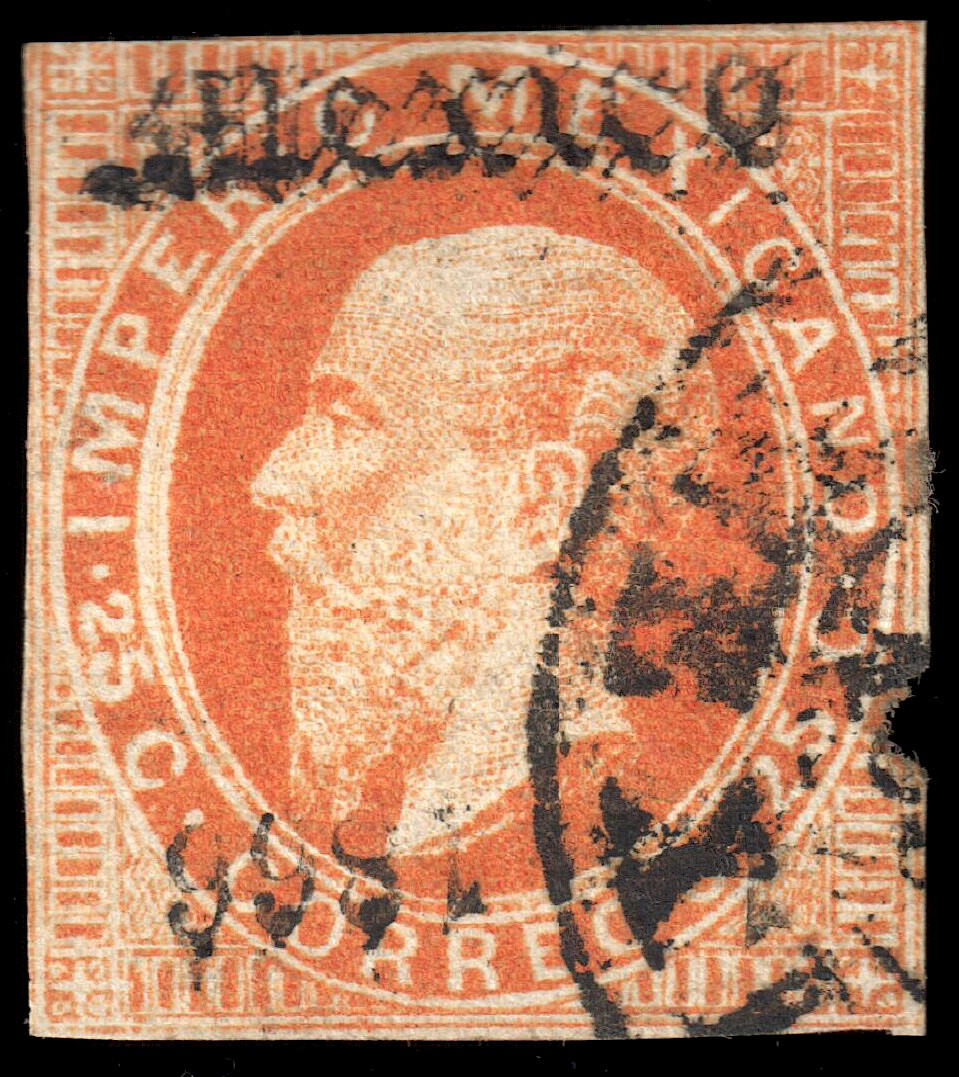
25 сентаво, гашёная, литография
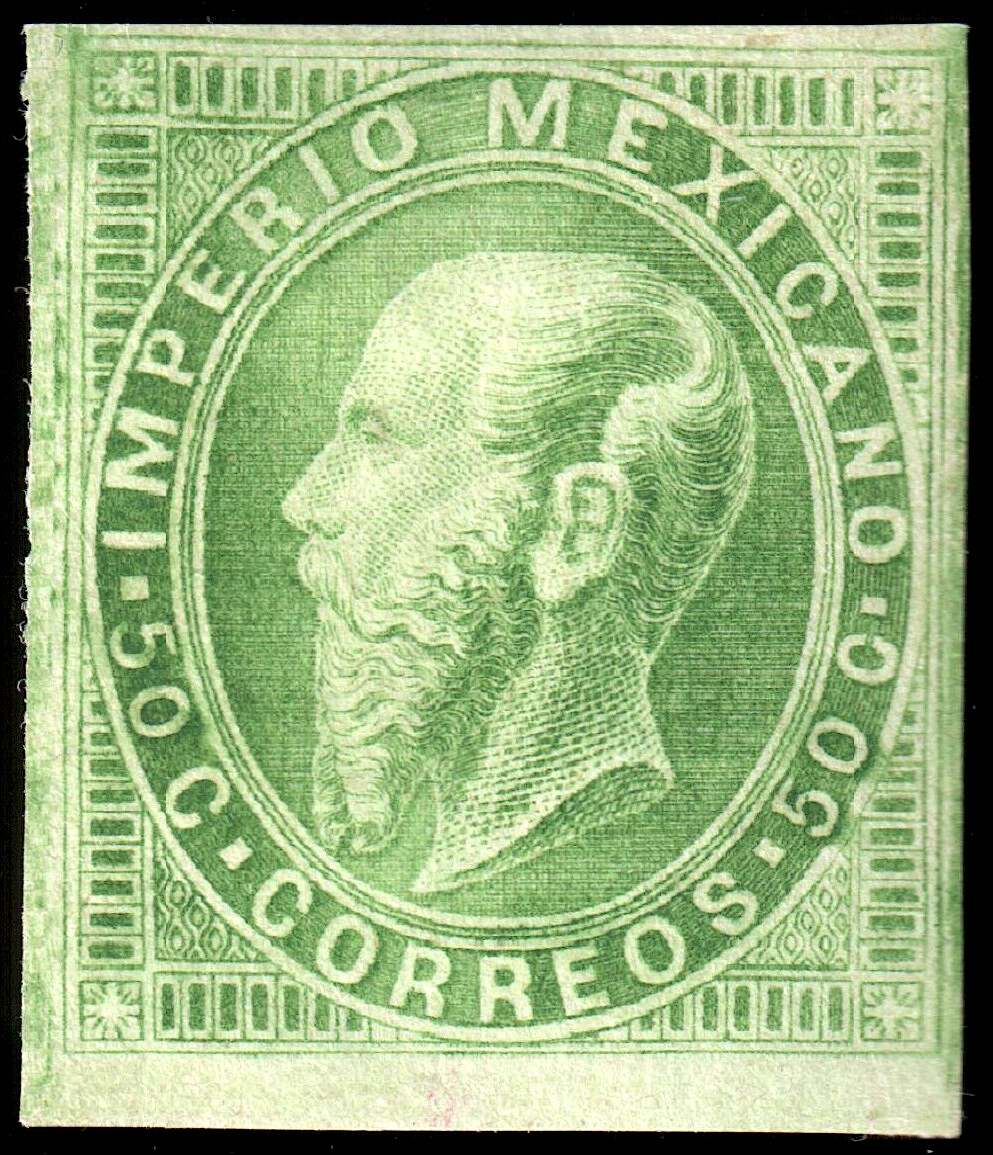
50 сентаво, негашёная, гравюра

##### Селлос негро
Империя Максимилиана никогда не контролировала всю страну и постоянно сражалась с республиканскими войсками во главе со свергнутым президентом Бенито Хуаресом. Хуарес в конечном итоге создал правительство в изгнании в Чихуахуа. Районы страны, не контролируемые регентством, не желали использовать марки с изображением Максимилиана и выпустили несколько провизориев. Чаще всего эти районы возвращались к использованию почтовых штемпелей домарочного периода «франко». Такие безмарочные конверты, выпущенные после появления почтовых марок, известны филателистам Мексики как «Селлос негро» («Sellos Negro») или «Чёрные штемпели».

#### Восстановление республики
В июне и июле 1867 года империя Максимилиана потерпела поражение, республика была восстановлена, и Бенито Хуарес снова стал президентом. В качестве временной меры на остатках выпуска «Идальго» 1861 года была сделана надпечатка готическим шрифтом надписи «Mexico» («Мексика»). Готические надпечатки также были выполнены на новых допечатках почтовых марок номиналом 2 и 4 реала. Некоторые из этих марок чрезвычайно редки и дороги.

##### Выпуск «Идальго» 1868 года и «Анотадо» 1872 года

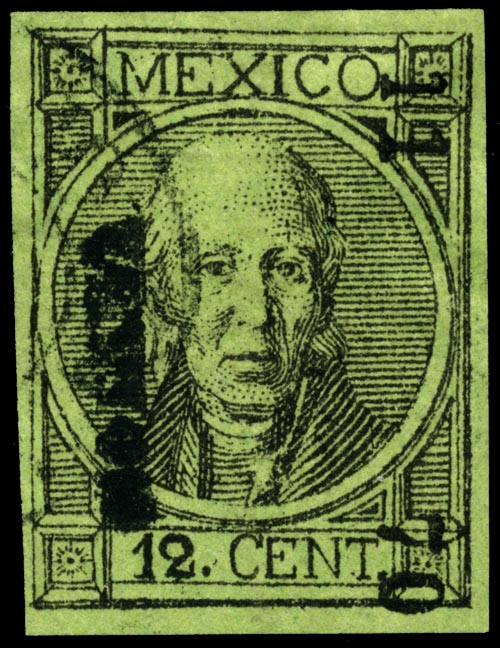
1868, 12 сентаво: более поздний выпуск (толстые цифры) с плохо различимым названием округа, номером счёта (11) и годом ('70)

8 сентября 1868 года Мексика эмитировала новый выпуск с рисунком типа «Идальго», который коллекционеры называют «Full Faced Hidalgo» («Идальго анфас»). Марки были выпущены литографским способом печати и как с зубцовкой, так и без зубцовки номиналом 6, 12, 25, 50 и 100 сентаво. Были выявлены два выпуска: первый выпуск с более тонкими цифрами и без точки; второй выпуск с более толстыми цифрами, сопровождаемыми точкой. Существует также множество незначительных разновидностей и дефектов печатных пластин, которые в сочетании с различными использованными надпечатками привели к тому, что Пулвер заявил, что «во многих отношениях выпуск 1868—1872 годов предлагает почти все, что может пожелать филателист, собирающий специализированную коллекцию».
- Исследование выпуска 1868 года есть на сайте Марки 1868 года.

В начале 1872 года было объявлено, что скоро будут выпущены новые марки. Когда они не были готовы в срок, ряд почтовых марок выпуска «Идальго анфас», которые были выведены из обращения и возвращены в Мехико, были перевыпущены с надпечаткой «Anotado», что означает «Учтено». Эти марки использовались очень недолго, пока не поступили новые марки.

##### Выпуск «Идальго» 1872 года

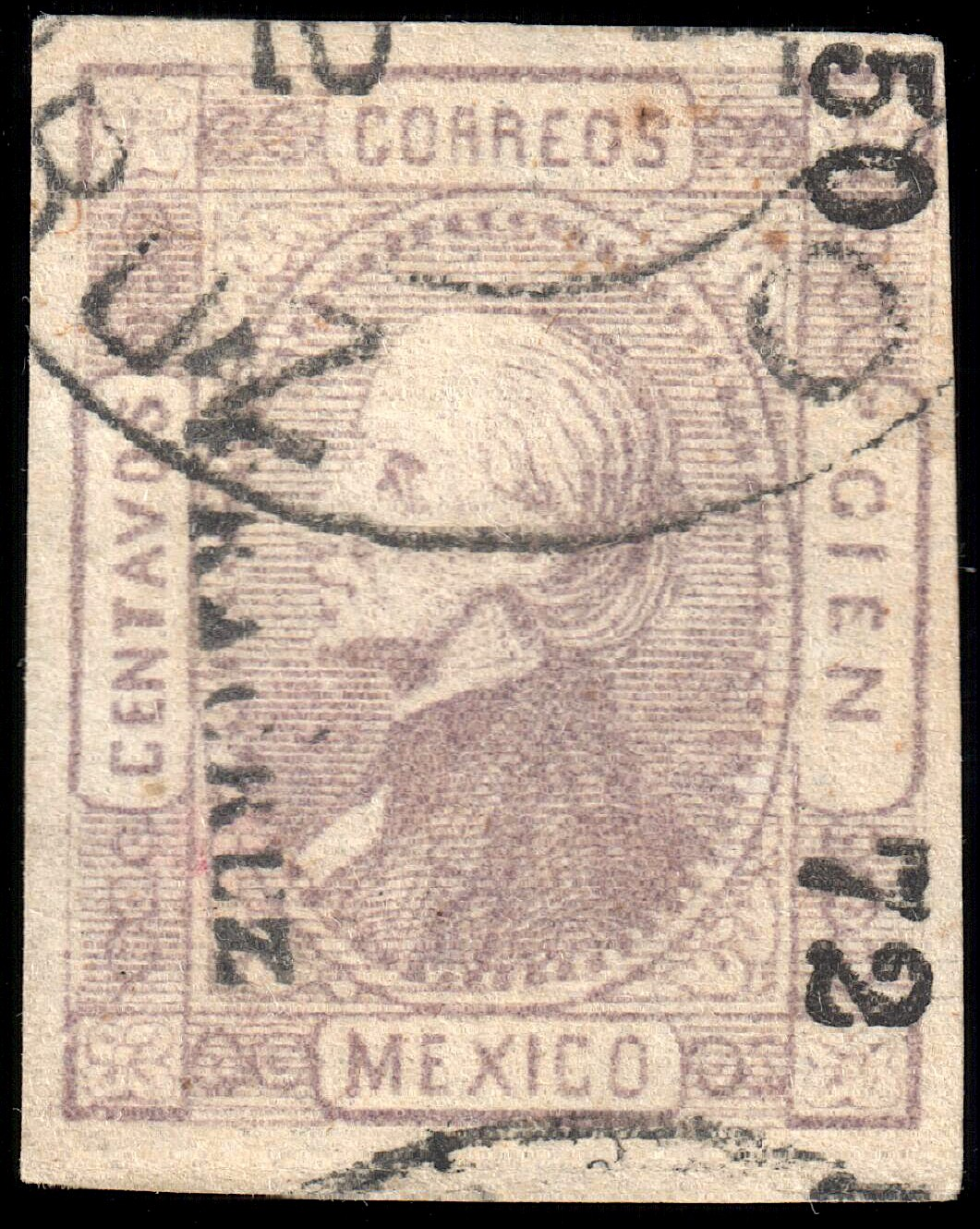
1872, 100 сенаво: «самый низкий уровень дизайна почтовых марок Мексики», надпечатка Веракруса и счет № 50 и год '72

2 апреля 1868 года Мексика выпустила новую серию, также с изображением «Идальго». Марки были выпущены литографским способом, как без зубцовки, так и с зубцовкой, номиналом 6, 12, 25, 50 и 100 сентаво. Этот выпуск был менее популярен среди коллекционеров и был назван «самым низким уровнем дизайна почтовых марок Мексики».

#### Бисекты и разрезанные марки

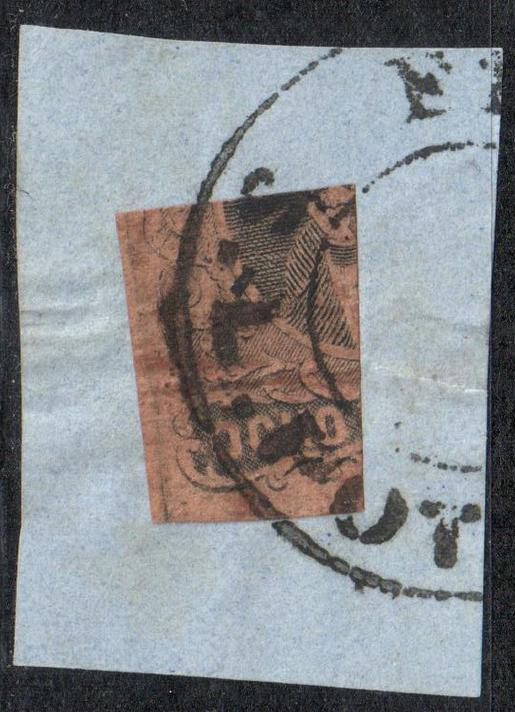
Мексика 1861)

В течение классического периода некоторые почтовые марки разрезались пополам с образованием бисектов, а иногда разрезались на три части, на четыре части и на восемь частей и использовались для оплаты почтовых тарифов пропорционально стоимости полной марки.

### Конец XIX века
Выпуск «Идальго» 1872 года ознаменовал окончание раннего периода производства мексиканских марок преимущественно грубого дизайна и плохой печати, с отчетливыми мексиканскими особенностями. Пятого мая 1874 года были выпущены первые марки нового выпуска «Идальго». Марки были напечатаны в Нью-Йорке Американской банкнотной компанией и были профессионально выгравированы на стальных пластинах со сложными обработанными на станке рисунками аналогично бумажным банкнотам. По дизайну и исполнению этот «банкнотный» выпуск очень напоминает почтовые марки того же периода, выпускаемые компаниями США по выпуску банкнот для других стран Латинской Америки, таких как Аргентина и Бразилия, а также для США. В конце 1877 года печатные формы были отправлены в Мехико, после чего марки печатались в Мексике. Существует множество разновидностей этого выпуска с различиями в надпечатках, типах бумаги и водяных знаках.
В 1879 году Мексика вступила во Всемирный почтовый союз, который требовал введения стандартных тарифов на международную почту, которые фактически были ниже, чем внутренние тарифы Мексики. Соответственно, Мексика эмитировала новый выпуск с изображением Хуареса для использования исключительно на международных почтовых отправлениях. Окружные надпечатки сохранялись по 1883 год, после чего потребность в них исчезла.

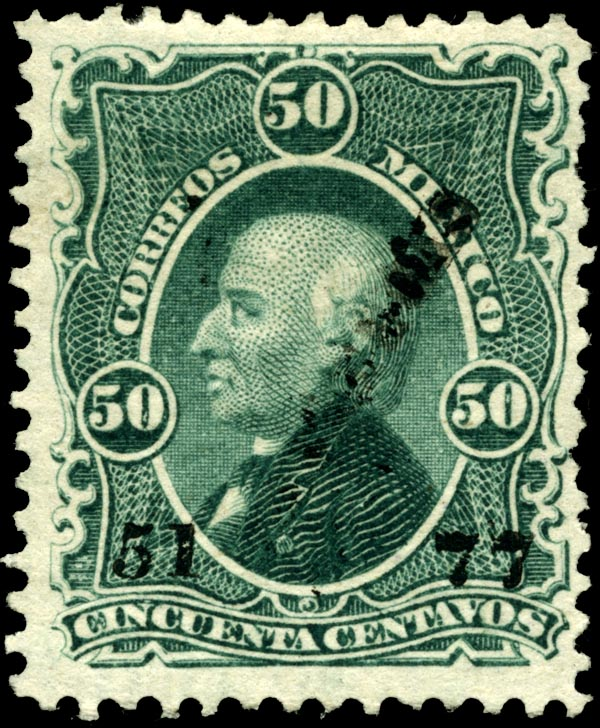
150 сентаво, «банкнотный» «Идальго», 1874, с названием округа, номером счета (51) и годом ('77)
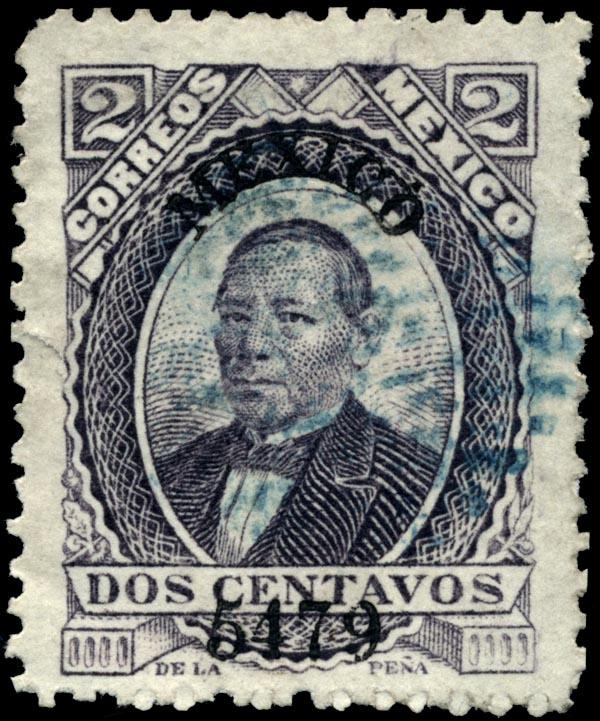
2 сентаво, выпуск «Хуарес» ВПС, 1879
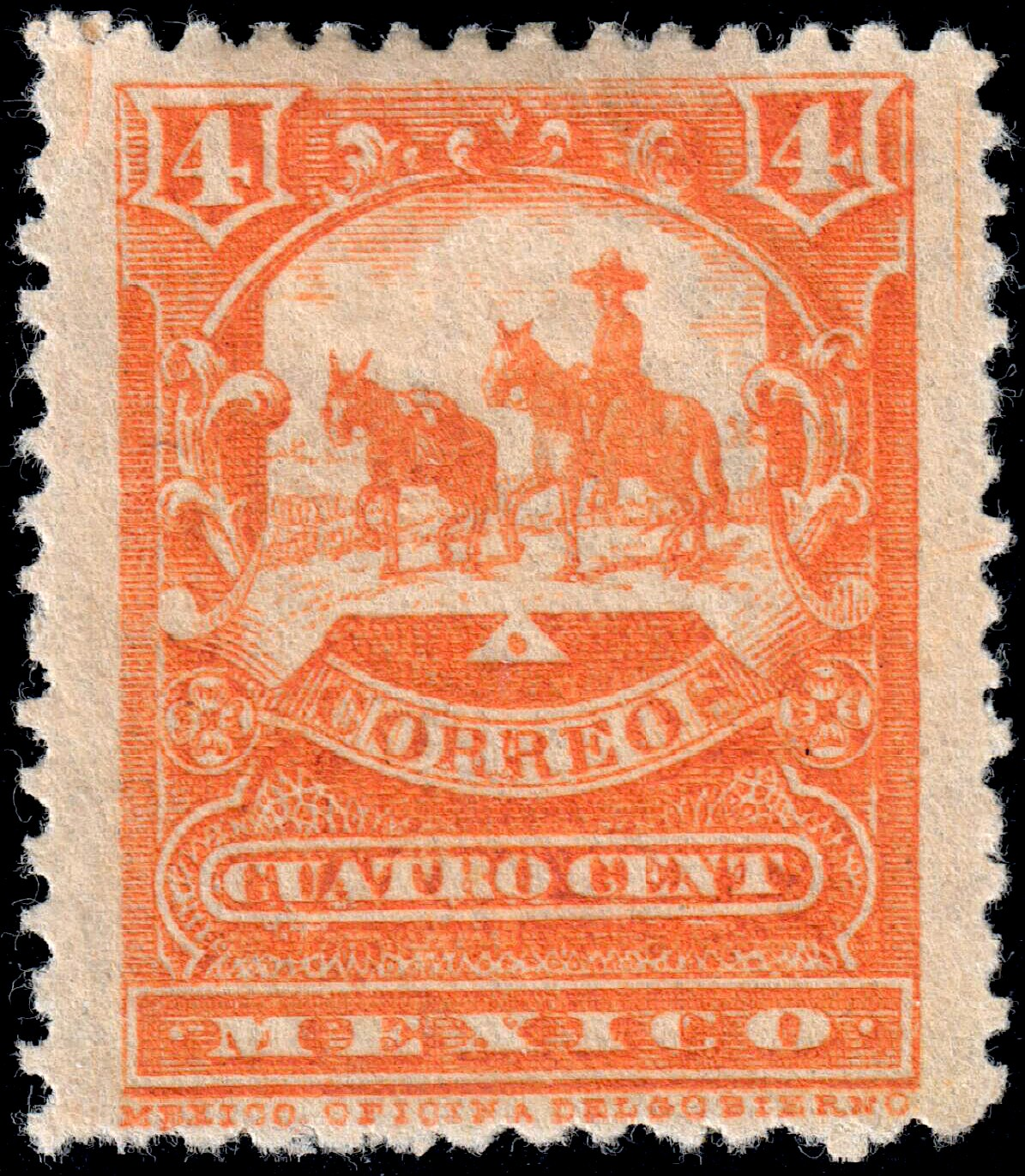
4 сентаво, выпуск «Мулитас», 1895-1898
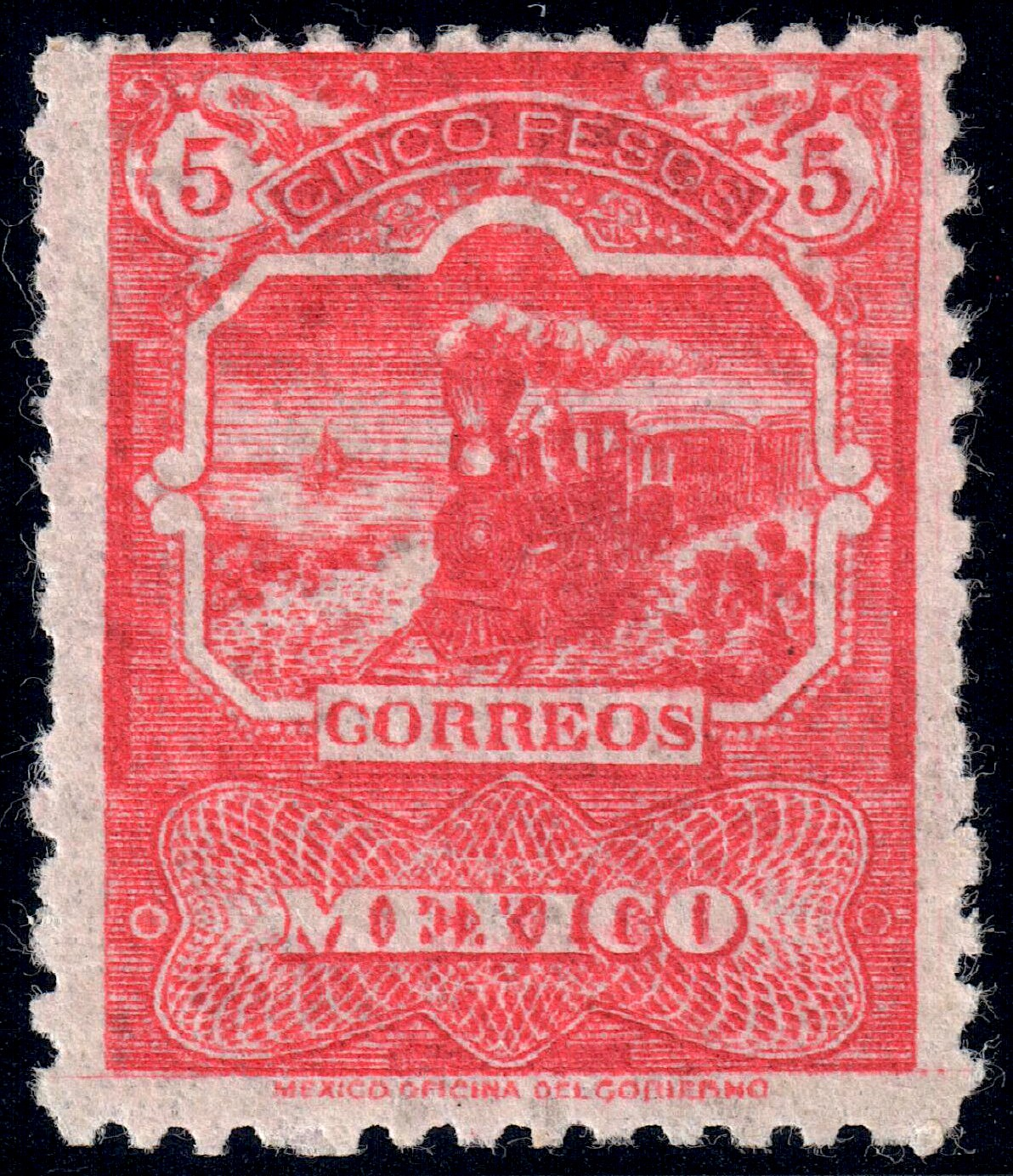
5 pеалов, выпуск  «Мулитас», 1895-1898

В 1895 году Мексика выпустила серию марок, изображающих различные способы доставки почты, в том числе с изображением почтальона, почтовой кареты и почтового поезда. Филателисты называют его выпуском «Мулитас» (маленькие мулы) по маркам номиналом 4 и 12 сентаво, на которых изображен мул, перевозящий груз почты, за которым следует почтальон верхом на лошади. У этого выпуска имеется большое количество разновидностей, в том числе различные зубцовки и водяные знаки, при этом ему присвоено 50 основных (и много второстепенных) каталожных номеров в каталоге «Скотт».

### Двадцатый век

#### Начало двадцатого века

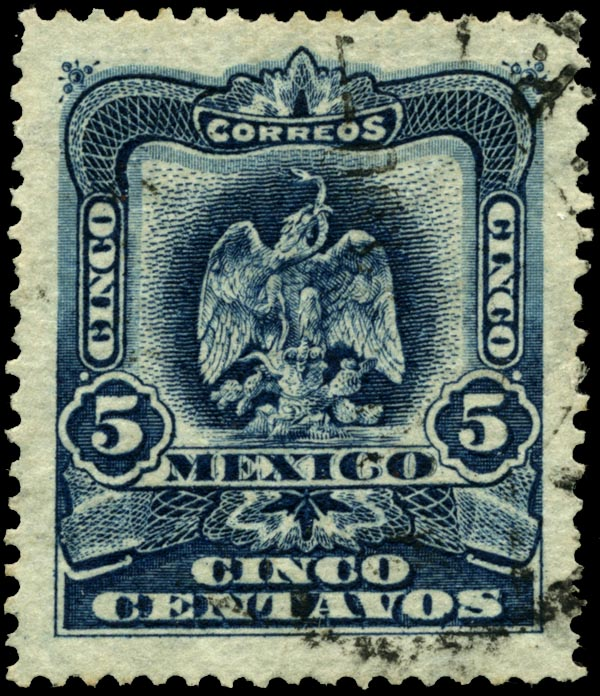
1899, 5 сентаво: Орел

В 1899 году Мексика выпустила стандартную серию с изображением мексиканского герба с орлом и змеей на марках низких номиналов и изображениями мексиканских достопримечательностей, таких как Национальный собор на марках более высоких номиналов. Власти были недовольны качеством печатаемого в стране выпуска «Мулитас», поэтому этот напечатанный способом тонкой гравюры выпуск был изготовлен компанией Bradbury Wilkinson and Company в Лондоне.
За ним в 1910 году последовал выпуск, посвященный столетию независимости Мексики и изображающий известных мексиканских патриотов и исторические события, такие как Декларация независимости.

#### Мексиканская революция и гражданские войны 1910—1920 годов
В период между 1910 и 1920 годами Мексику раздирали революция и последующие гражданские войны. В первом десятилетии XX века президент Порфирио Диас управлял Мексикой железным кулаком как агент богачей, отменяя предыдущие земельные реформы. Оппозиция против Диаса росла и Франциско Мадеро бросил ему вызов на выборах 1910 года. Мадеро был заключен в тюрьму Диасом, который объявил о своей победе на выборах. Последовали революционные выступления в поддержку Мадеро, который победил мексиканскую армию в 1911 году и который был избран президентом на дополнительных выборах. Мадеро оказался слабым президентом и был свергнут в результате государственного переворота командующим армией Викториано Уэртой, который стал президентом в 1913 году. Это привело к началу первой гражданской войны, в которой оппозицию диктатору Уэрте возглавлял Венустиано Карранса. Войска Каррансы называли «конституционалистами», они захватили Мехико в 1914 году и провозгласили Каррансу президентом. Каррансе, в свою очередь, противостояли Франциско Вилья и Эмилиано Сапата, лидер сапатистов во второй гражданской войне, и в конечном итоге он был изгнан из Мехико в 1915 году. Карранса неохотно включил многие реформы в Конституцию 1917 года, но противодействие ему продолжалось. В военном отношении война закончилась в 1920 году смертью Каррансы и приходом к власти генерала Альваро Обрегона, но попытки переворота и спорадические восстания продолжались в течение следующего десятилетия.

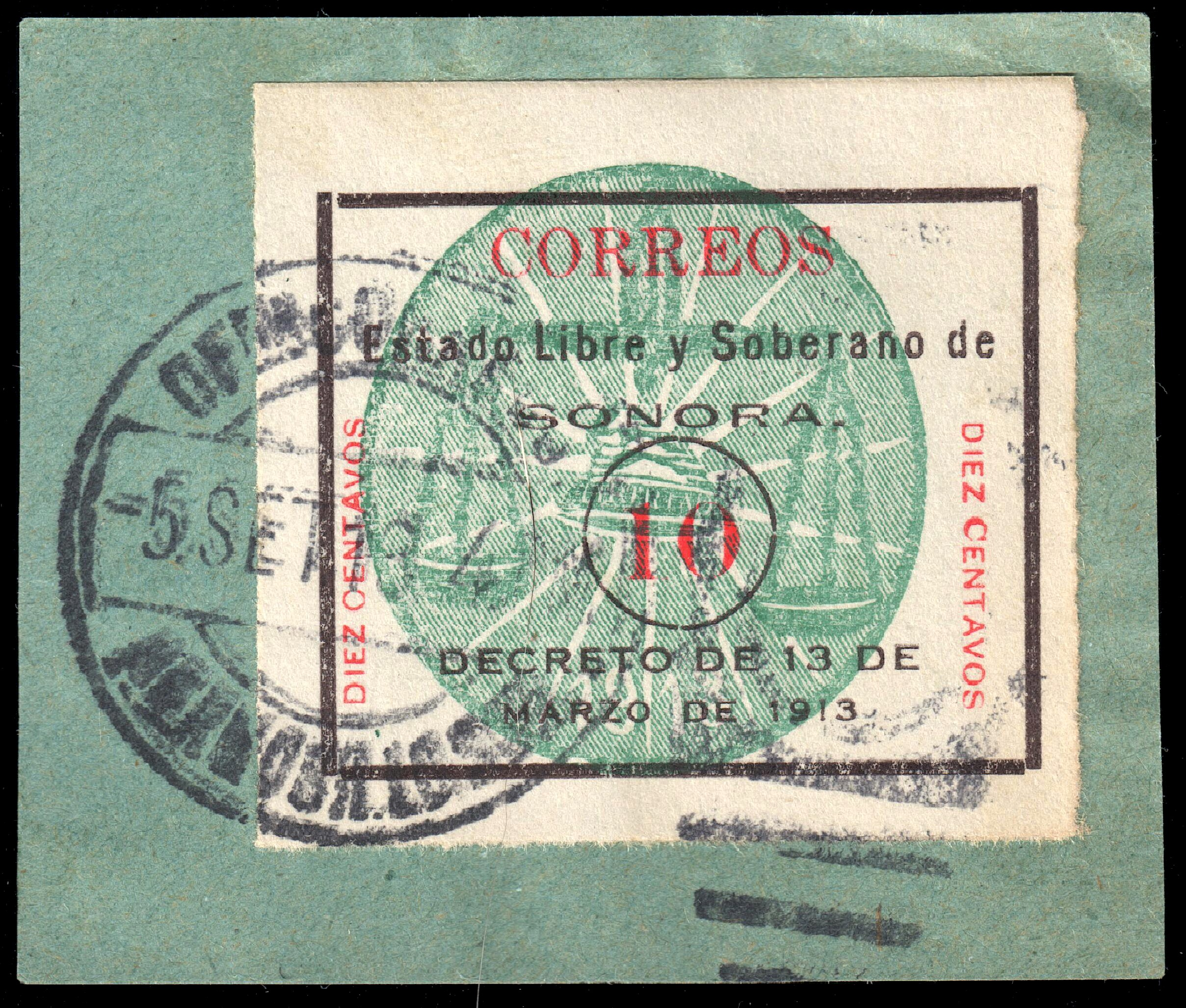
«Свободное и суверенное государство Сонора» (1913)

В филателистическом плане этот период привел к появлению многочисленных провизориев и местных марок, выпущенных группировками, контролирующими различные районы страны. Например, в 1913—1914 годах штат Сонора, контролируемый сторонниками Мадеро, выпустил ряд провизориев, изготовленных типографским набором, известных как «белый» выпуск и выпуск «зелёная печать» (green seal). Сонора выпустила типографскую серию марок, известных как «Coach Seals» в 1914 году. Штат Оахака, сохраняя нейтральную позицию, аналогично выпустил провизории в 1915 году. (См. раздел «Местные выпуски» ниже.)
Помимо местных марок и провизориев, множество разнообразных надпечаток, включая надпечатки нового номинала, были выполнены на имеющихся запасах почтовых марок контролирующими соответствующую территорию силами. Хотя многие из них были напечатаны на марках типографским способом, они широко известны в среде мексиканских филателистов как «гомиграфос» («резиновые штампы»). Среди наиболее известных из этих надпечаток — монограммы «GCM», обозначающие «Gobierno Constitutionalista Mexicano» («Конституционное мексиканское правительство»). Разновидности этой надпечатки были впервые использованы конвенционалистами, которых поддерживал Вилья, а затем конституционалистами, и известны как надпечатки Каррансы.
Несмотря на большие разрушения, вызванные гражданскими войнами, авантюристы воспользовались большим интересом к коллекционированию почтовых марок, изготовив для филателистического рынка ряд подделок как местных выпусков, так и надпечаток. Кроме того, многие из конвертов этого периода были изготовлены для коллекционеров при содействии почтовых служб и не являются примером обычного почтового обращения.
Вся многогранность выпусков почтовых марок этого периода была изучена филателистами в последние годы, особенно Фоллансби в его книге «Почтовые марки мексиканской революции 1913—1916 годов» (The Stamps of the Mexican Revolution 1913—1916).

#### Двадцатые и тридцатые годы
Почтовые марки, выпущенные в течение двух десятилетий с 1917 по середину тридцатых годов, сохранили консервативный характер, сходный с почтовыми марками других стран, включая США. Марки гравировались и имели стандартный формат, заключавшийся в наличии рамки с надписями, окружающими портрет исторически важной персоны, здания или пейзажа
В середине 1930-х годов этот консервативный формат постепенно начал меняться в более разнообразную концепцию с более современным видом. В 1934 году вышла серия почтовых марок с изображением древних и современных индейцев, занимающихся такой деятельностью, как изготовление керамики. Рамки каждой марки заметно отличались друг от друга и центральное изображение иногда выходило за рамку. Шрифт надписей также стал выглядеть более современно, например, характерный шрифт в стиле ар-деко на почтовой марке 1935 года с изображением Сапаты.

1938: Вооруженный крестьянин; значительное изменение в дизайне почтовых марок Мексики

В 1934—1935 годах Мексика выпустила серию авиапочтовых марок с изображением ацтекских богов и символов. Надписи на многих из них выполнены в строгом стиле ар-деко, а одна марка, номиналом 5 сентаво, представляла собой изображение без рамок ацтекских символов, смешанных с крыльями, в отличие от любых марок, выпущенных ранее Мексикой.
- Изображения нескольких мексиканских почтовых марок этого периода представлены в статье Почтовые марки в стиле ар-деко.

Внешний вид почтовых марок Мексики резко и радикально изменился с выпуска 1938 года, посвященного 25-й годовщине Плана Гваделупе. Этот выпуск выглядел совершенно «модернистски» благодаря рисункам в современном мексиканском стиле мурализма, окруженным жирными, современными надписями. Эти марки были только вторым выпуском, напечатанным способом фотогравюры, который впоследствии стал распространенным способом изготовления мексиканских почтовых марок.

#### Со Второй мировой войны до конца XX века

Мексика (1940): «Рулевой» Ф. Эппенса

Ряд почтовых марок был напечатан в начале 1940-х годов с рисунками или изображениями, выполненными в смелом мексиканском стиле ар-деко, в форме большого квадрата с обычным внешним видом. Многие из них были художественными произведениями Франциско Эппенса Эльгеры, мексиканского художника, чьи изображения использовались на многочисленных мексиканских марках в конце 1930-х — начале 1950-х годов. Эппенс также создал небольшую, но культовую почтово-налоговую марку 1939 года с изображением человека, на которого напал гигантский комар, выпущенную с целью сбора средств на борьбу с малярией. Начиная с 1940-х годов Мексика выпускала большое разнообразие марок разных стилей и размеров (часто больших), на которых обычно изображались люди, места, предметы или события, связанные со страной и её историей.

Мексика (1939): кампания по борьбе с малярией, Ф. Эппенс

Марки в основном печатались способом фотогравюры, но литография появилась снова и стала обычной для ряда выпусков, начиная с 1992 года. Почтовые марки Мексики печатались в одном или двух цветах до тех пор, пока марки, посвящённые Летним Олимпийским играм 1968 года, проходившим в Мехико в 1968 году, не стали первыми многоцветными марками, выпущенными Мексикой. Эти выпуски марок включали несколько серий почтовых марок с общими элементами дизайна, которые выпускались в течение определённого периода времени, особенно в связи с тем, что инфляция повышала почтовые тарифы. Некоторые из этих серий популярны среди филателистов, прежде всего это выпуск «Экспорта», который рассматривается ниже. Количество почтовых марок, выпускаемых за год, значительно возросло в конце XX века.

##### Серия «Архитектура и археология»

Рельеф майя из Чьяпаса, Ф. Эппенс

С 1950 по 1975 год Мексика выпустила серию стандартных марок малого формата с аналогичным базовым дизайном для наземной почты. Хотя эта серия известна филателистам как серия «Архитектура и археология», в действительности она включала в себя некоторые другие сюжеты, такие как столетие конституции Мексики. Многие марки в этой серии с годами были переизданы с различиями в цвете, перфорации и типах бумаги.
Серия «Архитектура и археология» также включала ряд более крупноформатных авиапочтовых марок (1950—1976) с общим дизайном, хотя некоторые специалисты рассматривают эти две серии отдельно. В серии авиапочты было даже больше разновидностей, чем у почтовых марок наземной почты, некоторые из которых довольно редки и продаются по цене более 100 долларов каждая. Пулвер заявил, что этот выпуск «сделан на заказ для современного филателиста, стоящая перед которым коллекционерская задача сопоставима с классическими выпусками XIX века». Некоторые из более поздних выпусков этой серии были напечатаны на светоактивной бумаге, покрытой оптическими отбеливателями, вызывающими флуоресценцию в ультрафиолетовом свете, или с добавленной фосфоресцентной меткой. Эти покрытия использовались в целях безопасности и для облегчения высокоскоростной сортировки с помощью машин.

##### Серия «Экспорт»

Помидоры, серия «Экспорт»

С 1975 по 1993 год Мексика выпустила серию стандартных почтовых марок и почтовых марок в едином стиле, изображающих большое разнообразие экспортной продукции Мексики, такой как говядина, велосипеды, помидоры и химикаты, причём на каждой марке был знак «Exporta» («Экспорт»). Серия с годами пополнилась, и существует множество разновидностей по бумаге, размерам, цвету, водяным знакам и дефектам печатной пластины. На некоторых марках имелось гильоширование. Эксперты также выявили 14 разновидностей по весу и сорту бумаги, использованной для этих марок. В результате сложностей с коллекционированием выпуска «Экспорт» он удостоился большого внимания со стороны коллекционеров и является самой популярной современной серией.

### Двадцать первый век

Мемин Пингвин

В 2005 году выпуск мексиканских марок, являющийся частью серии, посвящённой мексиканским мультфильмам, стал предметом широкого внимания средств массовой информации. Выпуск пяти марок с изображением Мемина Пингвина, бедного кубинско-мексиканского мальчика из популярного комикса, подвергся критике, главным образом из-за пределов Мексики, как расистский стереотип. Марки получили поддержку со стороны многих жителей Мексики, которые утверждали, что этот мультфильм культурно приемлем и не считается оскорбительным в расовом отношении. Президент Мексики Винсенте Фокс выступил в поддержку марки, утверждая, что критики не поняли любимого персонажа.

## Другие виды почтовых марок

### Авиапочтовые
Первые авиапочтовые марки страны появились в 1922 году. На марках значится надпись «Servicio aéreo» («Авиасвязь»), «Aéreo» («Авиа»), «Correo aéreo» («Авиапочта»).

### Служебные
Эмиссии служебных марок в Мексике осуществлялись в 1884—1937 годах. На них имеется текст «Oficial» («Служебное»), «Servicio oficial» («Официальная связь»). Всего в 1856—1963 годах была выпущена 191 служебная марка.

### Для ценных писем
В промежутке между 1856 и 1963 годами изданы 16 марок для ценных писем.

### Спешные
За тот же период 1856—1963 годов в обращение поступило 14 спешных марок — для спешной почты.

### Почтово-сберегательные
В Мексике выпускались почтово-сберегательные марки, за период 1856—1963 годов были эмитированы четыре таких марки.

### Почтово-благотворительные
Почтовым ведомством Мексики также эмитировались почтово-благотворительные марки, в 1856—1963 годах были выпущены четыре таких марки.

## Местные выпуски
Переход к местным почтовым выпускам был обусловлен мексиканской революцией 1910—1917 годов. Согласно «Большому филателистическому словарю», на территориях, занятых вооружёнными формированиями Ф. Вильи и Э. Сапаты, в 1914 году и в 1915 году были выпущены почтовые марки мексиканских выпусков предыдущих лет с надпечаткой монограммы Мексиканского конвенционного правительства, всего 76 номиналов, в том числе доплатные марки. Кроме того, местные выпуски наблюдались и в ряде городов.
Л. Л. Лепешинский описывает нижеследующие местные почтовые эмиссии в конце XIX — начале XX веков.

### Оахака
В 1912—1915 годах на территории штата Оахака повстанческое правительство выпускало собственные почтовые марки с надписями на них: «Correos transitorio» («Временная почта»), «Estado Libre y Soberano de Oaxaca» («Свободный и суверенный штат Оахака»). Всего вышли пять таких марок.

### Юкатан
Правительство повстанцев в штате Юкатан с центром в Мериде в 1924 году эмитировало две почтовые марки оригинального рисунка с надписями «Mexico» («Мексика»), «Gobierno revolucionario» («Революционное правительство»), «Correos» («почта»).

## Коллекционирование мексиканских марок
Мексика пользуется популярностью среди филателистов, особенно из-за своих классических выпусков, благодаря сложной системе использования надпечаток округов и номеров счетов, а также разнообразию используемых почтовых штемпелей. Почтовые штемпели, используемые на почтовых марках Мексики классического периода, очень популярны у филателистов и были предметом всестороннего изучения. По словам Шацкеса и Шиммера (Schatzkès & Schimmer): «Среди коллекций почтовых гашений Мексика занимает особое место. Ни в одной другой стране нет такого замечательного массива красочных каше необычных размеров и необычайного разнообразия».
Другими областями, которые привлекают значительное внимание филателистов, являются почтовые отметки Мексики домарочного периода, выпуски мексиканской революции (1913—1916 годов) и современный выпуск «Экспорта» (1975—1983 годов), с его многообразием по бумаге, размерам, зубцовке и водяным знакам. Джеймс Бил (James H. Beal) заявил, что «мало кто станет сомневаться в том, что выпуски какой-либо отдельно взятой страны вызывают больше вопросов и более обширные вопросы, требуют большей осторожности во избежание ошибок и не поддаются простым решениям, чем почтовые марки Мексики».
Филателисты, коллекционирующие почтовые марки и другие филателистические материалы Мексики, объединены в рамках Мексиканского международного общества филателистов (MEPSI), расположенного в Элмхерсте (США), а также Межамериканской филателистической федерации (FIAF).

## Подделки
Большинство классических выпусков Мексики были подделаны, в основном для филателистического рынка, а также были сфальсифицированы многочисленные гашения и надпечатки округов. В начале XX века Мексика продала подлинные печатные формы выпусков 1856, 1861 и 1867 годов, а также подлинные резиновые штемпели, почтовые штемпеля гашения и бумагу филателистическим дилерам в США, которые изготавливали несанкционированные репринтные выпуски для продажи коллекционерам. Некоторые из добавленных названий округов фактически были подделаны и никогда не существовали в реальности.
Подделки также характерны для многих выпусков вплоть до конца XIX века, а также периода революции и гражданской войны. Подробные исследования некоторых подделок приведены в следующей филателистической литературе:
- Follansbee, Nicholas. The Stamps of the Mexican Revolution 1913—1916.
- Serrane, Fernand. Serrane Guide: Stamp Forgeries of the World to 1926. — Pennsylvania, 1998. — P. 235—239. (Описаны поддельные и репринтные марки периода 1856—1879 годов)
- Gutiérrez, Roberto Liera. Características de Algunas Falsificaciones de Timbres de México. (Описаны поддельные марки периода 1856 — около 1915 года.)
- Beal, James H. et al. Mexico. //Chemi, James M. The Yucatan Affair. — Pennsylvania, 1980 (2nd printing). — P. 146—286. (Описаны многочисленные гашения, надпечатки названий округов и революционного периода, подделанные Раулем де Туином (Raoul de Thuin))
- Stuart, Joe D. The Counterfeits of Mexico’s 1856, 1861 and 1867 Issue.//Mexicana. — Vol. 50. — No. 1. — Jan. 2001. — P. 20.
- Forgeries of the 1856—1867 issues illustrated
- Cossío y Cosío, José Lorenzo. La falsificación de algunos timbres postales antiguos de México. — 1932.